# 狛江古墳群
狛江古墳群（こまえこふんぐん）は、狛江百塚 （こまえひゃくづか）ともいい、東京都狛江市にある群集墳の形態をとる古墳群である。13基の古墳が現存し、12基の円墳、1基の帆立貝形古墳で構成される。かつては70基ほどの古墳が存在したが、宅地造成などによってその殆どが破壊されてしまった。

## 概要
属する古墳は現在の狛江市域の全域に分布する。地質的にいえば全て立川段丘の台地に位置し、その台地に流れていた旧野川と清水川を境として和泉支群、猪方支群、岩戸支群の3つに分けられる。古墳の形状としてはその殆どが円墳であるが、一部亀塚古墳などのように帆立貝形古墳なども存在する。どの円墳も大抵ブリッジと呼ばれる構造を持っている。古墳群としては群集墳の形態を取り各地に古墳が分散している点や、群集墳にしては成立時期が早いといった点が特徴的である。
ほとんどの古墳は古墳時代の5世紀半ばから6世紀半ばまでの約100年間に集中して造られたと考えられている。ただ、猪方支群の一部古墳には7世紀初期から7世紀後半にかけて造られたと推定される古墳も存在する。
当初、発掘調査を主導した國學院大學の大場磐雄教授が提唱した、狛江古墳群を渡来系の集団による古墳群だとする学説が支持されていたが、その後の弁財天遺跡の発掘調査や方形周溝墓の発掘などから、古墳時代以前にも社会が存在していたと考えられるようになり、渡来系の集団による古墳だとする学説は否定されている。現在では埋葬された人物は主に狛江地域の長や畿内王権における権力者たちだったとする学説が通説である。
狛江百塚とも呼ばれるように、かつては100基ほどの古墳があったとか、50基を超える古墳があったと言われるが、現在では狛江市内の急速な宅地化により墳丘が残っている古墳はわずか13基と少なく、またわずかな残っている古墳もその一部が切削されているなどして完全な状態で残っている古墳は存在しない。2022年現在、市は現存する古墳を歴史公園として保存する動きを進めている。
「狛江百塚」の名称は、狛江市内の郷土史家であり『狛江町誌』を著した石井正義の手書きの草稿にある「狛江百塚は墳陵の一にして、此地国造国司の墳墓なり。九十九塚とも車塚とも云う。其の数多く故に百塚と呼称す」に由来するとされる。なお、ここで言及されている「九十九塚」と「車塚」の異名は現在では使われていない。

## 歴史

### 縄文・弥生時代
1987年に現在の狛江弁財天池特別緑地保全地区近くで行われた調査で、縄文時代以降に作られたとされる敷石住居や方形周溝墓、落とし穴の跡が発掘されたことからこの頃からすでに人が定住していたと考えられている。特に方形周溝墓は一辺が18mとかなり大きく、この時にはすでに指導者的立場の人物が存在していて、ある程度社会ができていたことを窺わせる。

### 古墳時代
5世紀ごろ - 和泉式土器の標式である和泉遺跡がこの頃造られたと考えられている。和泉支群を構成する範囲にあった。この遺跡は古墳ではない。
- 5世紀前半 - 和泉支群最初の古墳である駄倉塚古墳、岩戸支群最初の古墳である古屋敷塚古墳が築造される[5][6]。
- 5世紀後半 - 猪方支群最初の古墳である寺前東1号墳が築造される。岩戸支群は橋本塚古墳を最後に古墳が築造されなくなる[5][6]。
- 6世紀初期 - 帆立貝形古墳の亀塚古墳が築造される。前原東稲荷塚古墳など竪穴系埋葬施設を持つ古墳が築造される[5][6]。
- 6世紀中期 - 和泉支群では絹山塚古墳を最後に古墳が築造されなくなり、猪方支群でも東和泉4号墳を最後にしばらく築造されなくなる[5][6]。
- 7世紀初期 - 猪方支群で横穴式石室を持った前原塚古墳、清水塚1号墳が築造される[5][6]。
- 7世紀中期 - 猪方支群でも猪方小川塚古墳を最後に古墳が築造されなくなる[5][6]。
- 7世紀後半 - 和泉支群と岩戸支群で地下式墓が造られ始める[5][6]。

### 古代
13世紀には、経塚古墳が仏教施設として利用されるようになる。

### 近世
江戸時代後期に出版された書物『新編武蔵風土記稿』に記述が見られる。
明治時代頃までに、20基ほどの古墳が確認される。

### 現代
- 1951年 - 狛江市内で初めての古墳の発掘調査が亀塚古墳で行われる[7][14]。
- 1960年 - 狛江古墳群初の古墳分布調査が行われる。
- 1962年 - 絹山塚古墳の発掘調査が行われる。同年集合住宅建築のため破壊。
- 1976年 - 狛江古墳群2回目の古墳分布調査が行われる[1]。
- 1987年 - 弁財天池遺跡周辺の発掘調査が行われ、その結果狛江古墳群を渡来系の古墳群とする学説が否定される[7]。
- 2012年 - 猪方小川塚古墳が発掘される[15][16]。
- 2020年 - 亀塚古墳公園が整備される[14][17]。
- 2021年 - 土屋塚古墳公園[18]と猪方小川塚古墳公園[17]が整備される。

## 代表的な古墳

### 亀塚古墳

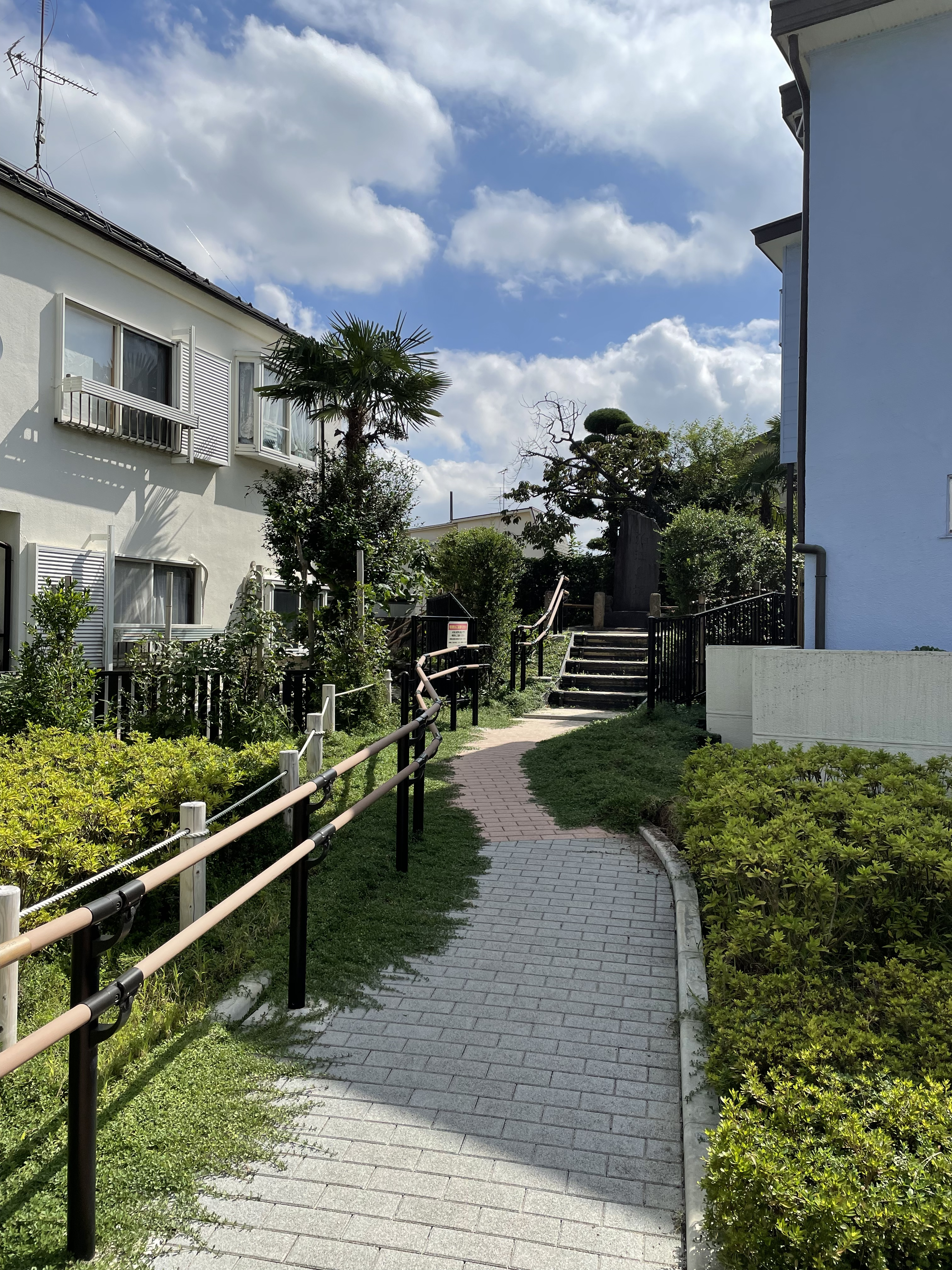
亀塚古墳公園（2021年撮影）

亀塚古墳（かめづかこふん）は猪方支群に属す、確証のある古墳の中で唯一の帆立貝形古墳である。5世紀末の築造、全長42m、高さ7mとされ、狛江古墳群最大の古墳であり、且つ世田谷区にある野毛の首長墳である狐塚古墳を抑え、5世紀末の南武蔵野における最大の古墳である。
ブリッジの左右から須恵器の甕と土師器が出土している。墳頂の真下に第二木炭槨、前方部先端と墳頂の中間の位置に箱式石棺とそれぞれ呼ばれる2つの埋蔵施設を持つ。木炭槨の副葬品に直径21cmの神人歌画像鏡、鈴釧と金銅装毛彫金具の一部が見つかっている。この金銅装毛彫金具に描かれた人や動物の絵が、高句麗にある古墳の石室内に描かれた壁画と類似していたことから狛江と渡来人を結びつける学説が発表されることになった。
かつては最大の古墳であったが、今日では宅地開発によって墳丘の殆どが失われてしまっている。残った前方部の一部は2020年3月に亀塚古墳公園として整備され、前方部に登ことができる（墳頂部は失われた）。1956年に建てられた「狛江亀塚」と書かれた石碑が残る。なお、この「狛江亀塚」の文字は徳富蘇峰による揮毫である。公園内の園路を囲むツツジの植栽は周溝の位置を示している。年中何時でも公園内に入ることができる。

### 兜塚古墳

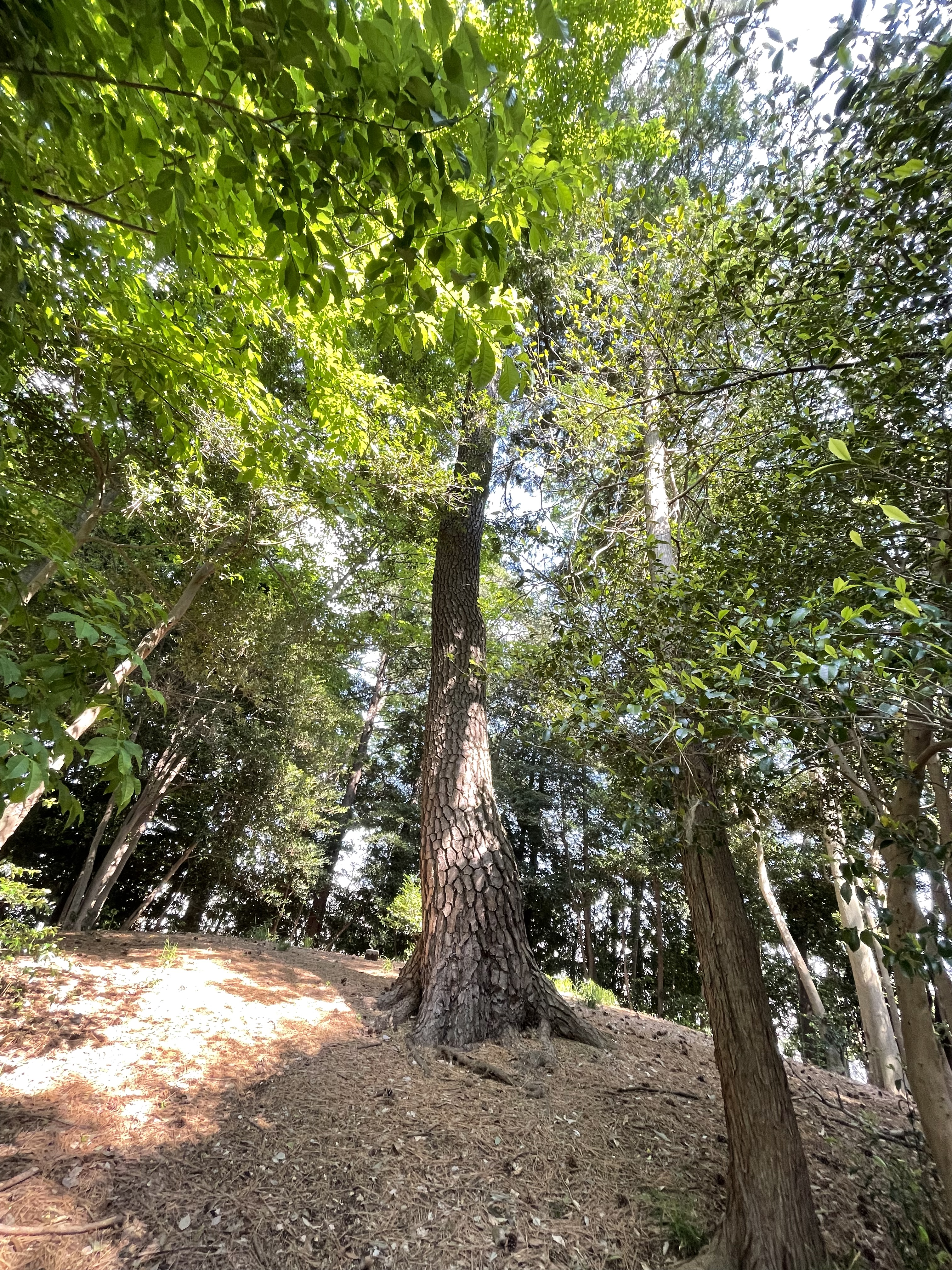
兜塚古墳（2022年撮影）

兜塚古墳（かぶとづかこふん）は、東京都指定史跡に指定されている和泉支群に属す円墳で、近くに伊豆美神社があることから宮山（みややま）とも呼ばれる。また、稀に甲塚古墳とも表記されるが、誤表記である。墳丘南東側の形状から帆立貝形前方後円墳の可能性も指摘されている。1960年と1976年に調査が行われていて、直径43m、高さ5mとされた。周溝も含めた直径は70mとされ、狛江古墳群2番目の大きさを誇る。
墳頂は標高30.4mとなっていて、狛江市における最高地点である。墳頂には測量などの基準となる三角点が設置されている。
市が土地を公有地とし早期に保護したため、他の古墳に比べかなり保存状態が良好である。そういう経緯から古墳の全域が市有地となっており、いつでも立ち入ることが可能である。門は閉ざされているが施錠はされていない。
調査は1987年と1995年に行われたが、調査は進んでおらず、前述の通り円墳ではなく帆立貝形前方後円墳の可能性や造出付円墳であった可能性がある。「つくりだしつきえんぷん」と読み、前方後円墳ほどは大きくないが古墳に造出部（つくりだしぶ）と呼ばれる突起のようなものを持つ円墳のことをいう。
亀塚古墳との関係性も指摘されているが、あまりよくわかっていない。

### 経塚古墳

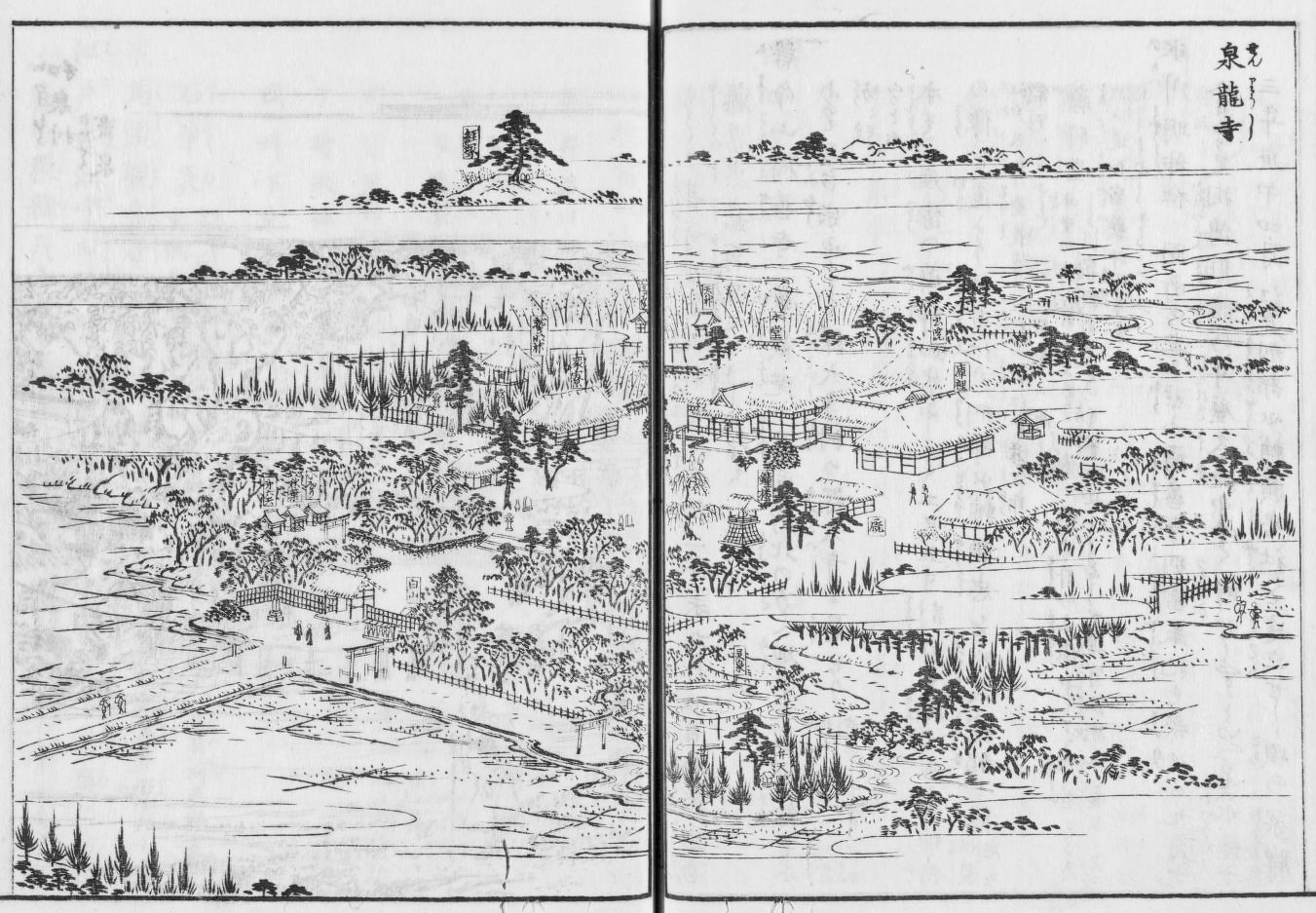
江戸名所図会八冊に描かれた泉龍寺。中央上寄りに描かれている丘のような膨らみが経塚古墳の墳丘。見えづらいが墳丘の松の木の下には板碑も見える。

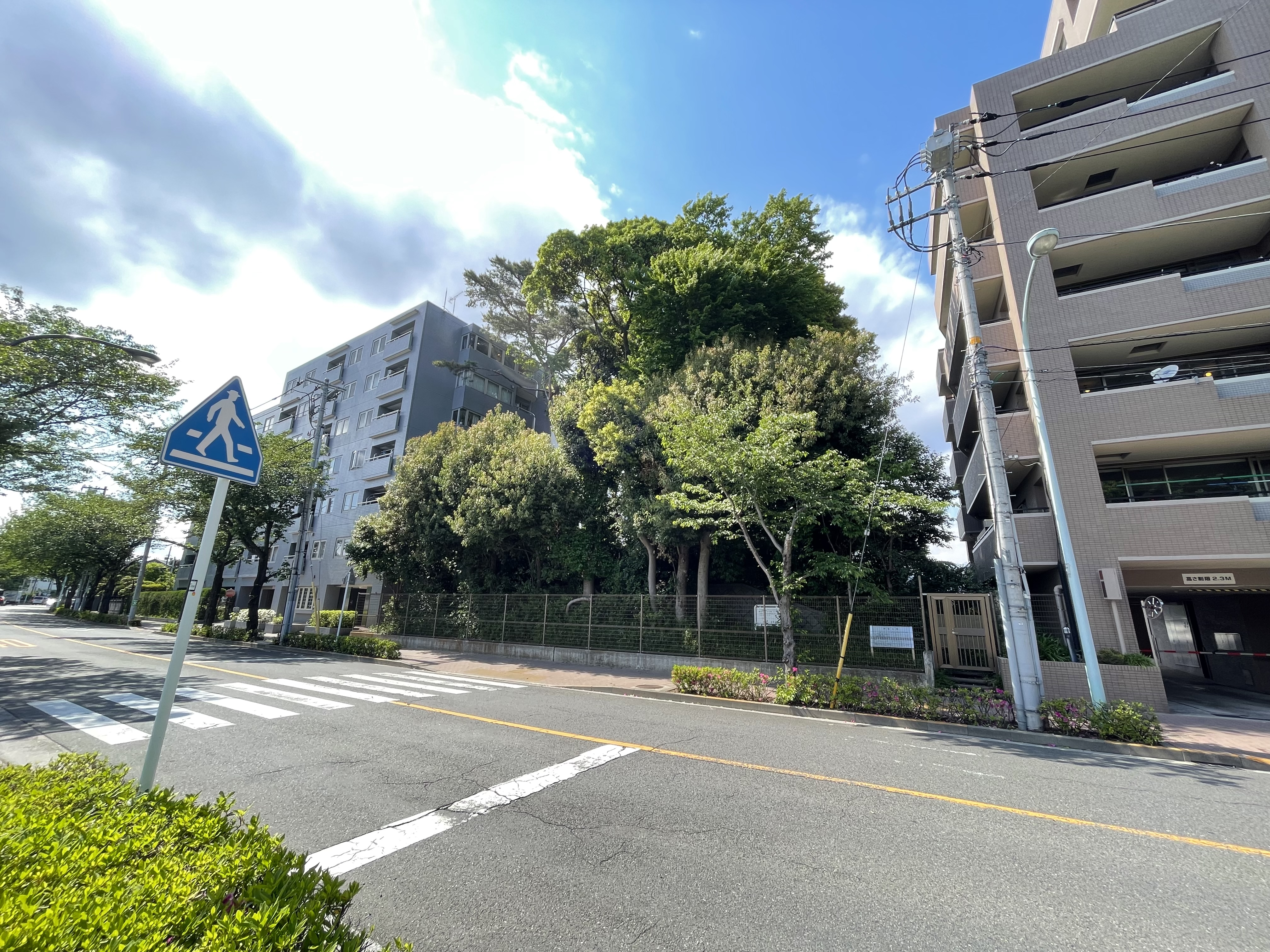
経塚古墳（2022年撮影）

経塚古墳（きょうづかこふん）は、和泉支群に属す円墳で、出土した円筒埴輪欠から5世紀後半の築造と推定されている。1996年に行われた調査では周溝が検出され、幅11mから14mほど、深さ約1.5mの周溝だったと考えられている。直径は40mから42m、高さは5mと古墳群の中でもかなり巨大だったと推測されていて、狛江古墳群3番目の大きさである。
かつては泉龍寺の敷地内にあり、墳丘から常滑の蔵骨器などが出土した。
そのため、13世紀以降は仏教寺院「泉龍寺」の一部として再利用されたと考えられている。墳丘の上には仏教の供養塔の一種である板碑が30基ほど建てられ、さらに泉龍寺を再興したとされる奈良時代の良弁僧正の墓とする伝承もある。もう板碑は古墳にはないが、一部が泉龍寺内に保存されている。
経場 本堂より一町半余、西北の間にあり、則境内なり、寺僧相伝ふ、前代良弁といへるが経文を納めたるところなりと、されど村内に大なる塚十三四あり、其内をいつの比か切崩せしに、中より朽ちたる鐵又は甕の類を得たりと云ことあり、恐くは昔し任せる人の墳墓なりやと土人は云り—新編武蔵風土記稿、
経塚という名前について、良弁僧正が佛経を埋めたことに由来するとの記述がある。
経塚 寺より後の方、用水堀を越えて一丁あまり艮の方、畑の中にあり。少さき岡の上に三囲ばかりの老樹あり。往古、良弁僧都この所に佛経を埋め、松を植えて印とす。この樹下に古牌六枚あり。—江戸名所図会、

なお、良弁僧正に関する記述はあくまでも伝承であり、2022年現在、史実としての確証は得られていない。詳細は泉龍寺の項を参照されたい。
この古墳へは普段は施錠されているため立ち入ることができないが、東にある集合住宅「狛江ガーデンハウス」の管理人、もしくは泉龍寺の関係者に許可を得ることで墳頂まで登ることができる。
古墳一帯は1997年2月に「狛江ガーデンハウス」を建設する際、泉龍寺と住友不動産によって土留めなどの整備がなされた。東京における自然の保護と回復に関する条例に基づき、東京都によって公園緑地として設定されている。

### 土屋塚古墳
土屋塚古墳（つちやづかこふん）は、駄倉明神塚古墳（だぐらみょうじんづかこふん）ともいう、岩戸支群に属する造出付円墳で、2004年の調査によると、直径38.5m、高さは5mの規模で、周溝の幅は9m、深さは1.5mほどである。墳丘は大部分が残存している。墳頂真下の辺りに粘土槨と推定される埋葬施設をもつ。狛江市指定文化財。5世紀第3四半期ごろの築造とされる。
特筆すべきは出土した埴輪であろう。周溝から発掘された大量の円筒埴輪は当時墳丘の周りに綺麗に並べられていたと考えられ、出土した円筒埴輪の形は特殊で、透し孔と呼ばれる埴輪中央にある穴が、世田谷区の野毛大塚古墳のものに代表される丸い穴をもったものと、 この古墳の発掘以前まで、関東最大の太田天神山古墳でしか出土しなかった方形透し穴をもったものの2種類がほぼ同じ数ずつ出土していて、埋葬者の権力が如何に絶大なものだったかを窺わせる。2004年のマンション建設に伴う緊急調査時、現地を視察した日本考古学会元会長である甘粕健は埴輪の上部に畿内の技術である「ヨコハケ」があることを指摘し、 畿内若しくは毛野と何かしらの関係を持つ豪族の墓なのではないかと推定した。その上で、狛江古墳群が他の古墳群よりも強大な力をもっていたことを示していると結論づけている。
その他の出土品としては土師器の大型の壺、高坏などがあり、その点から古墳東側にある造出部で墓前祭祀が執り行われていたと推察されている。
マンション建設に伴い、墳丘上に避難経路の設置をする計画が立つなど、当初は大部分の破壊を伴う形で計画が進んでいたが、これに対し地元住民4581筆の市に対策を求める陳情書が市の総務文教委員会に提出され、一部の破壊だけで済んだという経緯がある。
2014年には個人所有となっていた古墳の西側が狛江市に寄付され、古墳全体が市有地となった。翌年には説明板が設置され、さらに6年後の2021年に土屋塚古墳公園として開園した。他の古墳公園とは違い、墳丘に登ることはできないが、外から柵越しに古墳を観察することができる。ただ、古墳公園整備とともに、以前はあった墳頂の祠と墳丘の鳥居はどちらとも撤去された。
「土屋塚古墳」の名称は、かつて古墳を有していた土屋家から名付けられた。

### 猪方小川塚古墳

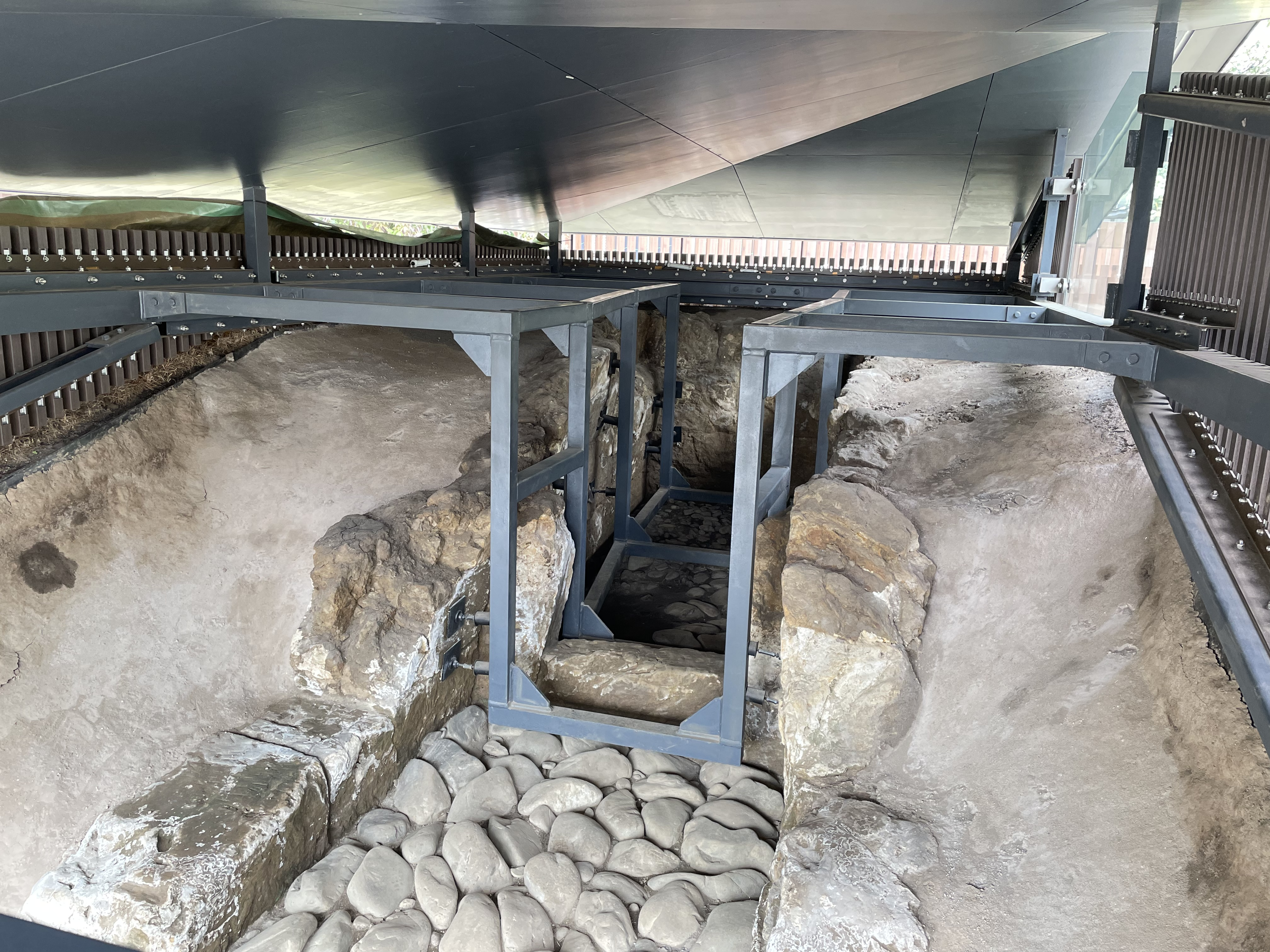
見学することができる猪方小川塚古墳の石室

猪方小川塚古墳（いのがたおがわづかこふん）は、猪方支群に属す円墳で、規模は直径23m、高さ3mと他の古墳と比べ若干小さいものの、長さ5.2mの凝灰岩の切石積横穴式石室を持つことが特徴的である。石室は発見当時、天井と壁面が一部破損していたものの、かなり良質な状態で残っていた。石室は羨道、前室、玄室で構成されている。
埋葬された人物としては、古墳が周辺の古墳から少し離れた位置に、さらに多摩川を見下ろすことのできる位置に築造されていること、また切石積みの石室が多摩川流域周辺にある古墳でも珍しいことから、畿内王権の序列に位置付けられた狛江郷の長と推定されている。
狛江古墳群最後の古墳であり、2022年現在、これ以降に築造されたと考えられるこの古墳群に属する古墳は確認されていない。一度発見されたあと所在不明となり、もう存在しないと考えられていたが、2012年に住宅開発の際に偶然発見されたという経緯をもつ。墳丘はすでに失われていた。市は即座に2012年度予算に土地買収と古墳の調査に係る予算を計上し、詳細な調査が実施され、土地買収の9年後に古墳公園として開園するに至った（後述）。発掘の後、同年10月14日と21日に見学会が開かれたが、初回の14日には市内外から400人が参加したといい、その古墳に対する関心の高さが窺える。
出土品は土師器、須恵器、刀子、鉄鏃、灰釉陶器や金銅製の耳環などであった。
土地買収から古墳公園開園までの9年間、石室などはブルーシートなどで保護され、工事用ガードフェンスで敷地に入れないようになっていたが、2021年に猪方小川塚古墳公園として整備され、石室を見学できるようになった。4月から9月までは9:00から17:00まで、10月から3月までは9:00から16:30までの間は開園していて公園内に入ることができるが、それ以外の時間帯は門が閉ざされていて入ることはできない。12月28日から1月4日までの年末年始の期間中も入ることができない。
公園として整備後の2021年3月19日、都内の横穴式石室の中でも保存状態が極めて良好なことなどが評価され、東京都指定史跡に指定された。出土品も併せて指定された。

## 古墳の一覧

### 現存古墳
前述の通り、現存する古墳は13基しかない。各古墳の写真はギャラリーの節を参照。なお、所在地の欄で「狛江市」を全て省略している。
| 古墳名（別名）                  | 所在地           | 支群     | 形状         | 直径/墳丘長 | 高さ | 出土品                                      | 備考                                                                                              |
| ------------------------------- | ---------------- | -------- | ------------ | ----------- | ---- | ------------------------------------------- | ------------------------------------------------------------------------------------------------- |
| 駄倉塚古墳 役場前古墳 駄倉1号墳 | 中和泉1丁目1-3   | 和泉支群 | 円墳         | 40mほど     | 4m   |                                             | 明治時代、天気を知らせるため 旗を立てていた 墳頂に征清戦死招魂碑がある 墳丘に立ち入ることができる |
| 東塚古墳                        | 中和泉1丁目5-3   | 和泉支群 | 円墳         | 35m         | 5m   |                                             | 古墳公園の整備構想がある                                                                          |
| 松原東稲荷塚古墳                | 中和泉1丁目9-39  | 和泉支群 | 円墳         | 33m         | 4m   |                                             |                                                                                                   |
| 経塚古墳                        | 中和泉1丁目22-25 | 和泉支群 | 円墳         | 41m         | 5m   | 円筒埴輪片                                  | 詳細は前述                                                                                        |
| 兜塚古墳 宮山                   | 中和泉3丁目31-7  | 和泉支群 | 円墳         | 43m         | 4m   |                                             | 東京都指定史跡 墳頂は標高30.4mで市最高地点 詳細は前述                                             |
| 飯田塚古墳                      | 中和泉3丁目1     | 和泉支群 | 円墳         | 25m以下     |      |                                             | 宮前遺跡内に所在                                                                                  |
| 白井塚古墳                      | 中和泉3丁目2     | 和泉支群 | 円墳         | 37m         | 5m   |                                             | 古墳公園の整備構想がある 宮前遺跡内に所在                                                         |
| 亀塚古墳                        | 元和泉1丁目21-12 | 猪方支群 | 帆立貝形古墳 | 42m         | 7m   | 前述                                        | 狛江市内最大の帆立貝形古墳 第二木炭槨、箱式石棺を持つ 古墳公園として整備 詳細は前述               |
| 猪方小川塚古墳                  | 猪方3丁目21-29   | 猪方支群 | 円墳         | 23m         | 3m   | 土師器,須恵器 金銅製耳環 刀子,鉄鏃 灰釉陶器 | 東京都指定史跡 横穴式石室をもつ 古墳公園として整備 詳細は前述                                     |
| 前原塚古墳 久保塚               | 猪方3丁目7       | 猪方支群 | 円墳         | 23.5m       | 2.4m |                                             | 粘土槨か横穴式石室をもった                                                                        |
| 清水塚1号墳 大山稲荷            | 猪方1丁目6-15    | 猪方支群 | 円墳         | 20m         | 2.5m |                                             | 横穴式石室をもつ可能性                                                                            |
| 土屋塚古墳 駄倉明神塚古墳       | 岩戸南1丁目4-12  | 岩戸支群 | 造出付円墳   | 38.5m       | 5m   | 円筒埴輪 壺,高杯                            | 粘土槨をもつと推定 豪族の墓 古墳公園として整備                                                    |
| 橋北塚古墳 三角塚古墳           | 岩戸北3丁目3-22  | 岩戸支群 | 円墳         | 26m         | 3m   |                                             | アスク岩戸北保育園内に所在                                                                        |

### 非現存古墳
前述の通り、狛江には少なくとも50基を超える数の古墳があったことは間違いないが、その正確な数はわかっていない。過去に何度か大規模な調査が行われ、その数や実態を把握するよう努力はされてきたが、資料によって消滅したとする古墳の数もそれぞれである。
寺前東・東和泉の小円墳群など、近年の開発に伴って新たに発見される古墳の遺構も少なくなく、古墳の数は増加し続けている。
以下に記述する古墳は『狛江市の古墳(Ⅰ)•(Ⅱ)』などに一度でも記載された、名前のある古墳とする。古墳ではなかった可能性がある古墳は備考欄の隣の欄に疑問符で記す。
| 古墳名（別名）                | 所在地           | 支群     | 形状 | 直径/墳丘長 | 高さ   | 出土品                   | 備考及び出典                                                      |    |
| ----------------------------- | ---------------- | -------- | ---- | ----------- | ------ | ------------------------ | ----------------------------------------------------------------- | -- |
| 絹山塚古墳                    | 中和泉1丁目      | 和泉支群 | 円墳 | 41m         | 5m     |                          | 1962年に集合住宅が建設され消滅 礫槨をもつ                         |    |
| 弁財天池1号墳                 | 元和泉1丁目7     | 和泉支群 | 円墳 | 22m         |        | 埦,壺,坏蓋,鉄剣          | 和泉集落の集団の長                                                |    |
| 弁財天池2号墳                 | 元和泉1丁目      | 和泉支群 | 円墳 | 13.5m       |        |                          |                                                                   |    |
| 弁財天池3号墳                 | 元和泉1丁目      | 和泉支群 | 円墳 | 18m         |        |                          | [ 41 ] [ 43 ]                                                     |    |
| 真刀自咩1号墳                 | 中和泉1丁目      | 和泉支群 | 円墳 | 15mほど     |        |                          | [ 41 ] [ 43 ]                                                     | ？ |
| 真刀自咩2号墳                 | 中和泉1丁目      | 和泉支群 | 円墳 |             |        |                          | [ 41 ] [ 43 ]                                                     |    |
| 富士塚古墳 金堀塚 富士塚,藤塚 | 和泉本町4丁目    | 和泉支群 | 円墳 | 20mほど     | 4m     |                          | [ 40 ] [ 41 ] [ 43 ] [ 44 ]                                       |    |
| 庚申塚                        | 和泉1678番地     | 和泉支群 |      |             |        |                          | [ 注 11 ] [ 41 ]                                                  | ？ |
| 印塔塚                        | 泉龍寺境内       | 和泉支群 | 円墳 | 10m         |        |                          | [ 41 ]                                                            | ？ |
| 長者塚                        | 中和泉2丁目      | 和泉支群 |      |             |        |                          | [ 41 ]                                                            | ？ |
| 宗超庵                        | 中和泉2丁目      | 和泉支群 |      |             |        |                          | [ 41 ]                                                            | ？ |
| 小町塚                        | 中和泉3丁目36    | 和泉支群 | 円墳 |             |        |                          | [ 41 ]                                                            | ？ |
| 田中稲荷塚古墳                | 元和泉1丁目14-21 | 和泉支群 | 円墳 | 26.4m       | 1.1m   |                          | [ 41 ]                                                            |    |
| 箕輪田塚                      | 不明             | 和泉支群 |      |             | 5.3m   | 土師器,勾玉              | [ 41 ]                                                            | ？ |
| 腰掛塚古墳                    | 伊豆美神社境内   | 和泉支群 | 円墳 | 10m-15m     | わずか | 葺石                     | [ 41 ] [ 43 ]                                                     |    |
| 大塚山                        | 伊豆美神社周辺   | 和泉支群 | 円墳 |             |        |                          | [ 41 ]                                                            |    |
| 丸塚                          | 狛江緑野小敷地内 | 和泉支群 |      |             |        |                          | [ 41 ]                                                            | ？ |
| 寺前東1号墳                   | 東和泉1丁目      | 猪方支群 | 円墳 | 10m         |        | 𤭯                       | 寺前東・東和泉の小円墳群を構成                                    |    |
| 寺前東2号墳                   | 1号墳の8m南      | 猪方支群 | 円墳 | 8m          |        | 埦                       | 寺前東・東和泉の小円墳群を構成                                    |    |
| 東和泉1号墳                   | 元和泉小田急沿線 | 猪方支群 | 円墳 |             |        |                          | 寺前東・東和泉の小円墳群を構成 全て小田急線の拡幅工事で発掘された |    |
| 東和泉2号墳                   | 元和泉小田急沿線 | 猪方支群 | 円墳 |             |        |                          | 寺前東・東和泉の小円墳群を構成 全て小田急線の拡幅工事で発掘された |    |
| 東和泉3号墳                   | 元和泉小田急沿線 | 猪方支群 | 円墳 |             |        |                          | 寺前東・東和泉の小円墳群を構成 全て小田急線の拡幅工事で発掘された |    |
| 東和泉4号墳                   | 元和泉小田急沿線 | 猪方支群 | 円墳 |             |        |                          | 寺前東・東和泉の小円墳群を構成 全て小田急線の拡幅工事で発掘された |    |
| 東和泉5号墳                   | 元和泉小田急沿線 | 猪方支群 | 円墳 |             |        |                          | 寺前東・東和泉の小円墳群を構成 全て小田急線の拡幅工事で発掘された |    |
| 東和泉6号墳                   | 元和泉小田急沿線 | 猪方支群 | 円墳 |             |        |                          | 寺前東・東和泉の小円墳群を構成 全て小田急線の拡幅工事で発掘された |    |
| 東和泉7号墳                   | 元和泉小田急沿線 | 猪方支群 | 円墳 |             |        |                          | 寺前東・東和泉の小円墳群を構成 全て小田急線の拡幅工事で発掘された |    |
| 東和泉8号墳                   | 元和泉小田急沿線 | 猪方支群 | 円墳 | 15m         |        | 坏,埦,甕,紡錘車          | 寺前東・東和泉の小円墳群を構成 全て小田急線の拡幅工事で発掘された |    |
| 清水塚2号墳                   | 猪方1丁目9       | 猪方支群 | 円墳 | 15m         | 2.7m   |                          | [ 40 ] [ 45 ]                                                     |    |
| 清水塚3号墳                   | 猪方1丁目14      | 猪方支群 | 円墳 | 10m-15m     |        |                          | [ 40 ] [ 45 ]                                                     |    |
| 圦上峡塚古墳                  | 中和泉4丁目      | 猪方支群 | 円墳 | 10m         |        |                          | [ 40 ] [ 45 ]                                                     | ？ |
| 猪方稲荷塚古墳 山本稲荷       | 猪方1丁目3-7     | 猪方支群 | 円墳 | 10m-15m     |        |                          | [ 41 ] [ 22 ]                                                     |    |
| 供養塚                        | 供養塚公園       | 猪方支群 | 円墳 |             |        |                          | [ 41 ]                                                            | ？ |
| 猪方649番地                   | 猪方1丁目        | 猪方支群 |      |             |        |                          | [ 10 ]                                                            |    |
| 猪方673番地                   | 猪方1丁目        | 猪方支群 | 円墳 | 11m         | 1m     |                          | [ 41 ]                                                            |    |
| 猪方767番地                   | 猪方1丁目        | 猪方支群 | 円墳 | 10m         | 1.5m   |                          | [ 41 ]                                                            | ？ |
| 久保前原1号墳                 | 猪方3丁目        | 猪方支群 | 円墳 |             |        |                          |                                                                   |    |
| 久保前原2号墳                 | 猪方3丁目        | 猪方支群 | 円墳 | 10m         |        | 須恵器,土師器            | [ 41 ]                                                            |    |
| 前原塚西古墳 久保塚西古墳     | 猪方3丁目        | 猪方支群 | 円墳 |             |        |                          | [ 10 ] [ 41 ] [ 43 ]                                              |    |
| 地蔵塚                        | 猪方3丁目        | 猪方支群 |      |             |        |                          | [ 41 ]                                                            |    |
| 矢崎山                        | 狛江三小敷地内   | 猪方支群 | 円墳 |             |        |                          | [ 41 ]                                                            |    |
| 玉泉寺1号古墳                 | 玉泉寺境内       | 猪方支群 | 円墳 | 10m-15m     |        |                          | [ 41 ]                                                            |    |
| 玉泉寺2号古墳                 | 玉泉寺境内       | 猪方支群 | 円墳 | 15m         |        |                          | [ 41 ]                                                            |    |
| 諏訪塚                        | 東和泉1丁目      | 猪方支群 | 円墳 |             |        |                          | [ 41 ]                                                            |    |
| 十幹森塚                      | 東和泉1丁目      | 猪方支群 |      |             |        | 壺,刀                    | [ 41 ] [ 45 ]                                                     |    |
| 揚辻塚                        | 東和泉1丁目      | 猪方支群 |      |             |        |                          | [ 41 ]                                                            |    |
| 熊野塚                        | 東和泉1丁目      | 猪方支群 | 円墳 |             |        |                          | [ 41 ]                                                            |    |
| 大手塚第1号墳                 | 東和泉1丁目      | 猪方支群 |      |             |        |                          | [ 41 ]                                                            |    |
| 稲荷前塚 大手塚第2号墳        | 東和泉2丁目      | 猪方支群 |      |             |        |                          | [ 41 ]                                                            |    |
| 中村石塚                      | 東和泉2丁目13    | 猪方支群 | 円墳 | 10m         |        | 葺石                     | [ 41 ]                                                            |    |
| 浅間塚                        | 東和泉2丁目      | 猪方支群 |      |             |        |                          | [ 41 ]                                                            | ？ |
| 古屋敷塚古墳                  | 岩戸北3丁目      | 岩戸支群 | 円墳 | 40m         | 5m     | 土師器,須恵器 円筒埴輪片 | 古屋敷集落の集団の長 小田急線の拡幅工事で発掘                     |    |
| 宿屋敷西1号墳                 |                  | 岩戸支群 | 円墳 | 13m         |        | 土師器,砥石 鉄斧,鉄鐸    | 鍛治工人集団の長                                                  |    |
| 八幡塚 明神塚                 | 岩戸北3丁目11    | 岩戸支群 |      |             |        |                          | [ 41 ]                                                            | ？ |
| 岩戸小川塚古墳                | 岩戸南2丁目      | 岩戸支群 |      |             |        |                          | 多摩病院の建設により消滅                                          |    |
| 野屋敷塚                      | 岩戸北           | 岩戸支群 |      |             |        |                          |                                                                   | ？ |
| 田中塚古墳                    | 岩戸北3丁目18    | 岩戸支群 | 円墳 |             |        | 埴輪片,土器片            | [ 41 ] [ 43 ]                                                     |    |

## 周辺
岩戸支群の東南東には喜多見古墳群が、同じく岩戸支群の東の武蔵野段丘には砧中学校古墳群がそれぞれ位置する。どちらの古墳群も狛江古墳群における古墳の出現よりも早く出現している。
慶元寺7号古墳は狛江市内の慶元寺の近くにあるが、喜多見古墳群に属すため、唯一の狛江市内にありながら狛江古墳群を構成しない古墳となっている。

## 文化財

### 東京都指定文化財
- 史跡
  - 兜塚古墳 - 1975年（昭和50年）2月6日指定、1988年（昭和63年）3月22日追加指定。
  - 猪方小川塚古墳（附 金銅製耳環2点、鉄鏃14点、刀子2点、棒状鉄製品9点、須恵器長頸瓶1点、須恵器大甕片13点、灰釉陶器長頸瓶1点、銅銭3点） - 2021年（令和3年）3月19日指定。

### 狛江市指定文化財
- 重宝（有形文化財）
  - 土屋塚古墳出土遺物（考古資料） - 2007年（平成19年）2月指定。
  - 弁財天池遺跡１号方形周溝墓出土遺物（考古資料） - 2008年（平成20年）3月指定。
- 史跡
  - 土屋塚古墳 - 1986年（昭和61年）1月指定。

## 活動

### 歩こう！狛江の古墳
狛江市は古墳を巡るウォークラリーを2021年3月24日より実施している。土屋塚古墳、亀塚古墳、猪方小川塚古墳、兜塚古墳、経塚古墳の5箇所のいずれか、もしくは複数箇所を訪れ、古墳の写真を撮ったのち、狛江市役所社会教育課窓口、もしくはむいから民家園でその写真を提示することで提示した古墳に対応する「古墳カード」を手に入れることができる。

### 狛江古墳群グッズ
私企業である「ひたすら古墳を愛でる会社」は狛江古墳群に関連するグッズを製作し販売していた。具体的に言えば、土器の形を模した革製のバッグや埴輪のぬいぐるみである。

### ラジオ放送とテレビ放送
上述の「ひたすら古墳を愛でる会社」に関連する「古墳にコーフン協会」を名乗る団体の代表者の「まりこふん」は、狛江ラジオ放送の古墳ラジオ番組である「古墳にコーフンラジオ」のパーソナリティを務めている。また、テレビ東京系列の『出没!アド街ック天国』の「まりこふん」が出演した回である2021年7月10日放送回「狛江」では、2位に狛江古墳群が挙げられた。

## 備考

### 古墳の数
前述の通り、狛江古墳群に属す古墳の数はその資料によってまちまちである。約70基ほど存在したとするのがほとんどであるが、調査前に破壊された古墳も多数あり真相を知るのは難しい。以下に各資料が推定した古墳の数について列挙する。
- 石井干城『狛江百塚の記』1958 - 59基
- 梅澤重昭『狛江古墳群地名表』1960 - 137基（うち無名古墳を除いた数 - 81基）
- 甘粕健 他『狛江市の古墳（Ⅰ）』1979 - 51基
- 狛江市教育委員会発行『狛江古墳群 Ⅰ』 - 70基前後

### 歴史博物館開設について
狛江古墳群が所在する狛江市では、隣接自治体である世田谷区や調布市、川崎市がそれぞれ世田谷区立郷土資料館、調布市郷土博物館、川崎市市民ミュージアムを有するにもかかわらず、歴史博物館や郷土博物館、及びこれに準ずる施設がない。近年市は古墳公園を相次いで開設するなどしているが、出土品などは施設内に保管されていて依然見ることができないという問題がある。こういった問題を解決するべく、狛江市にも歴史博物館のような機能を持った施設を開設するべきだとの声もある。

## ギャラリー

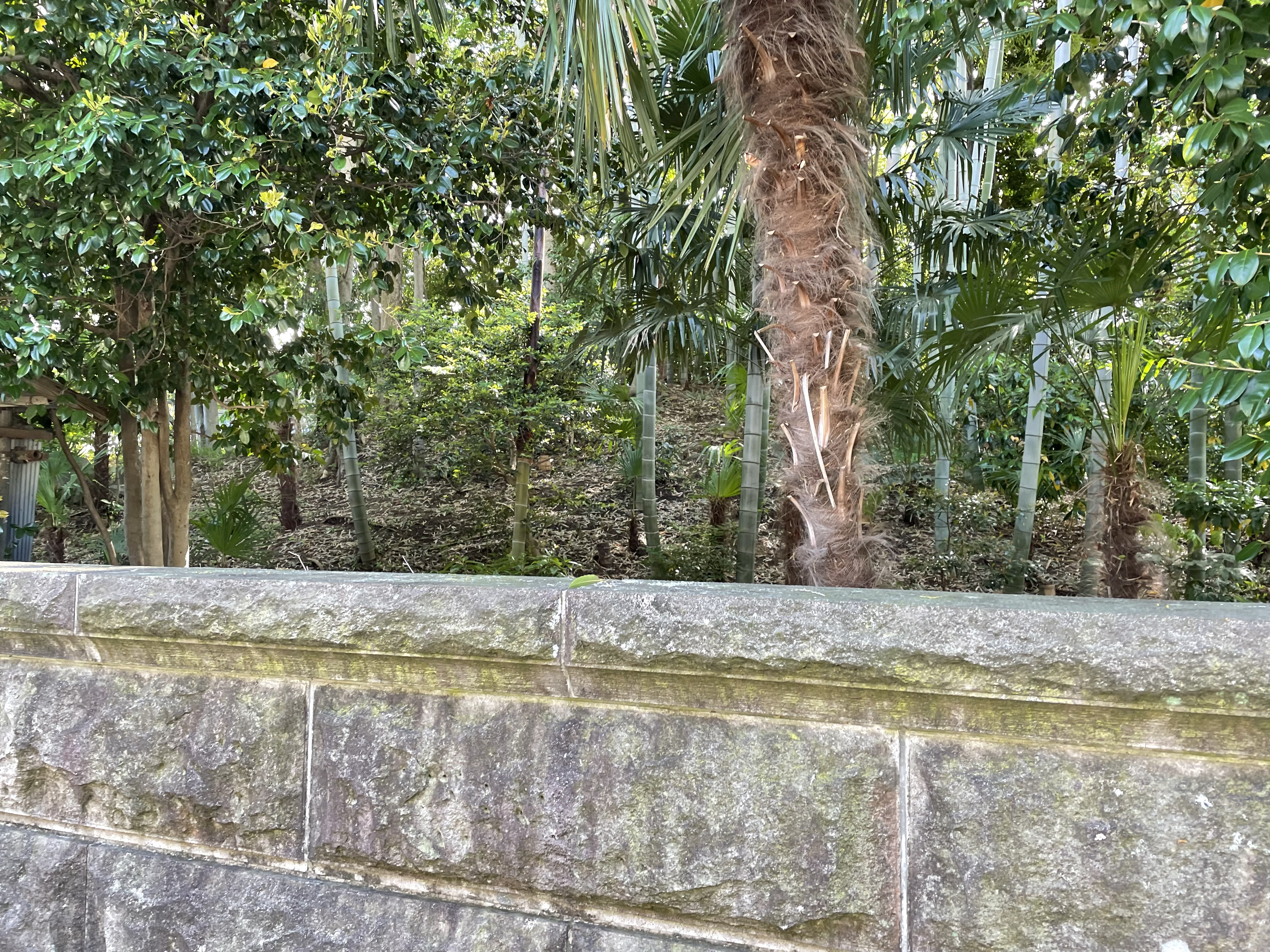
東塚古墳
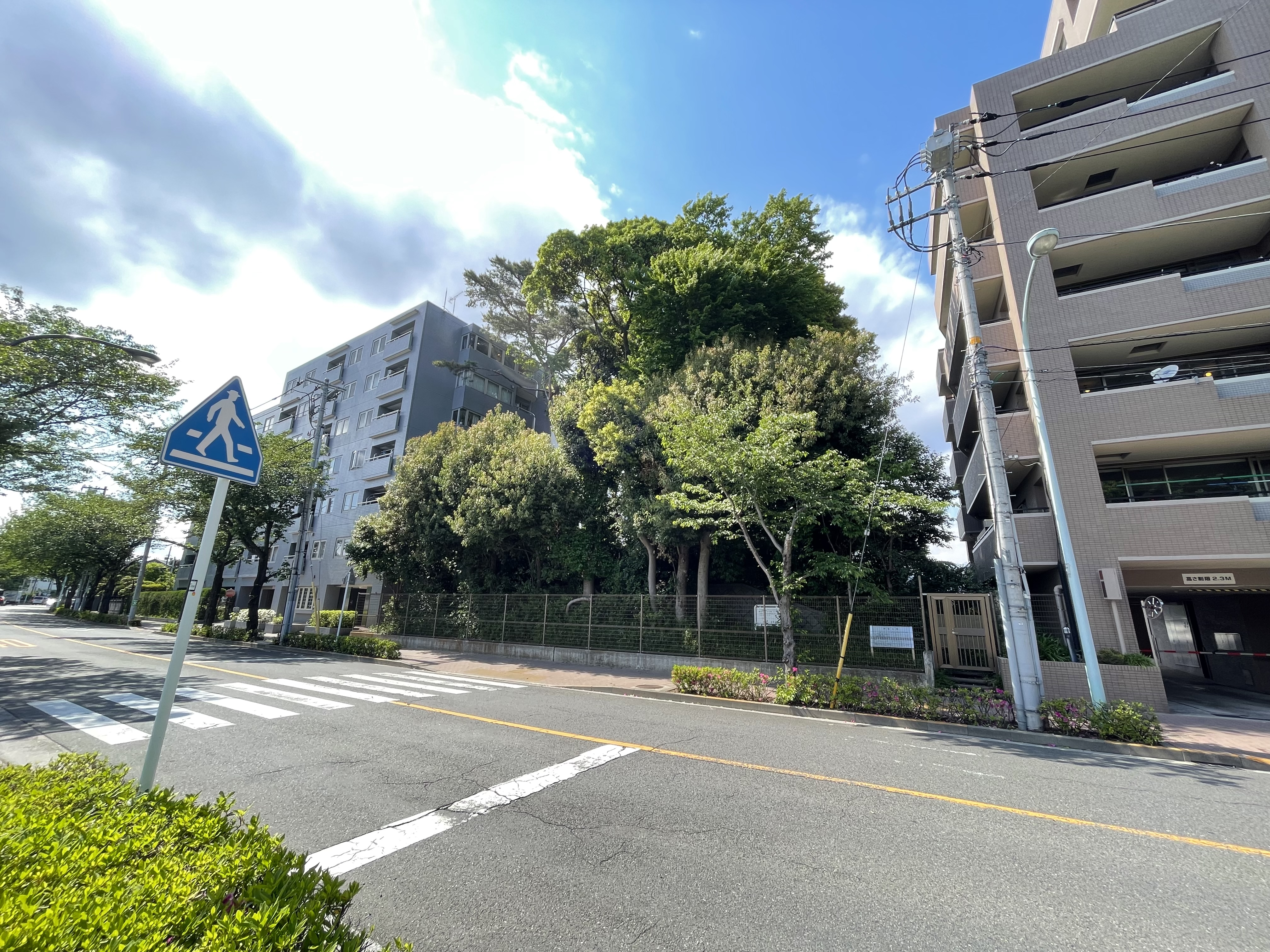
経塚古墳
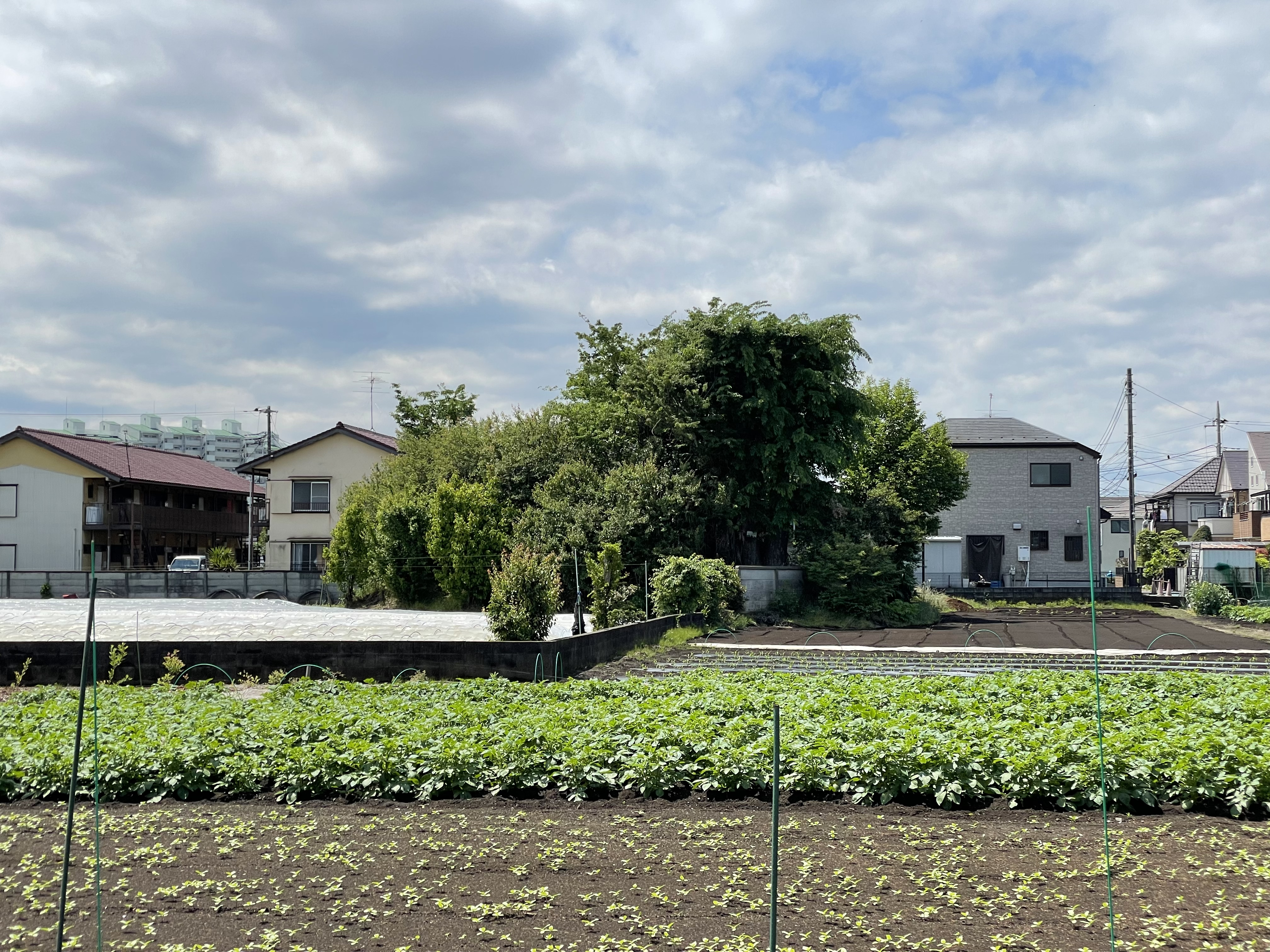
東から見た前原塚古墳
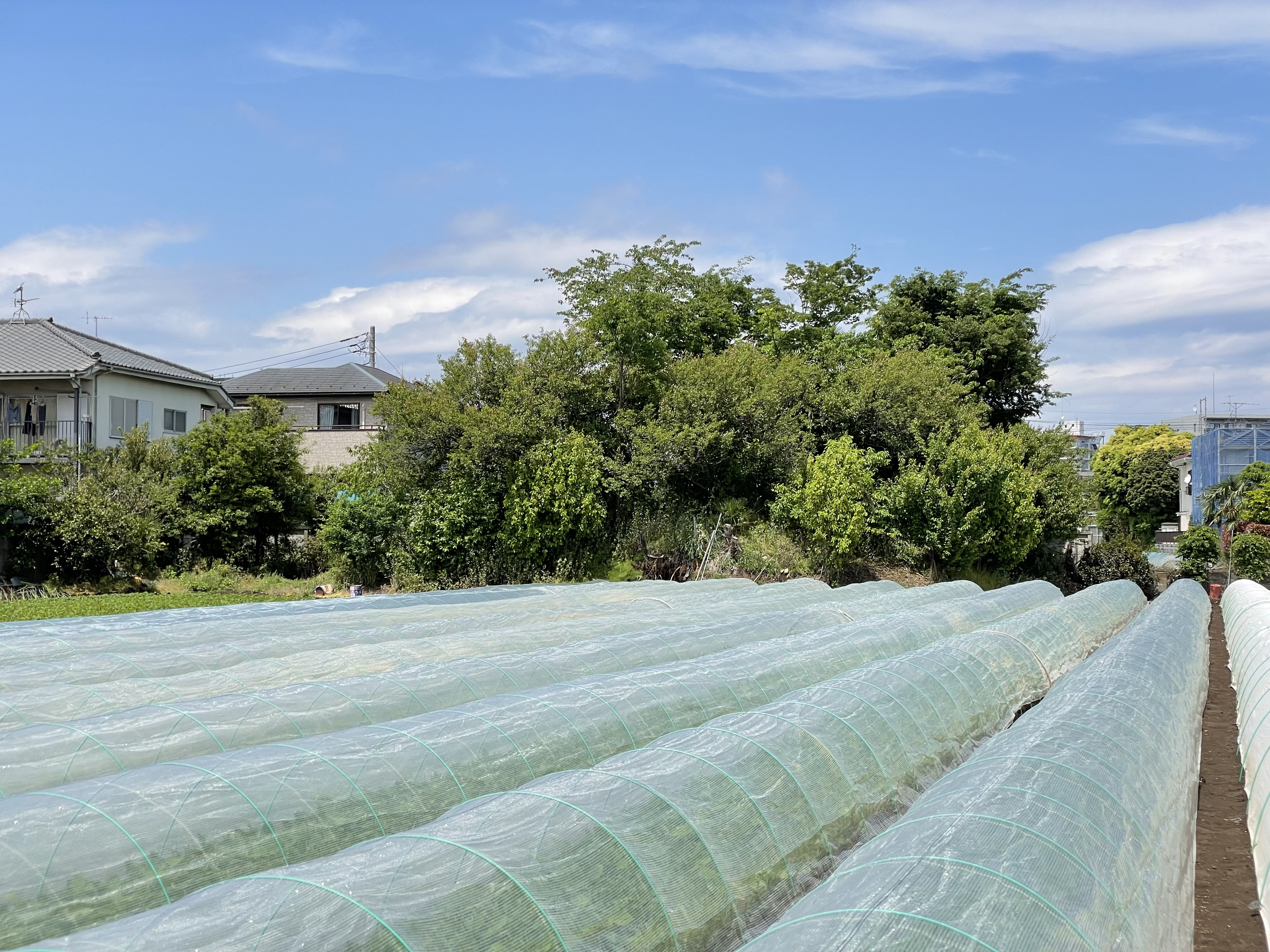
南から見た前原塚古墳
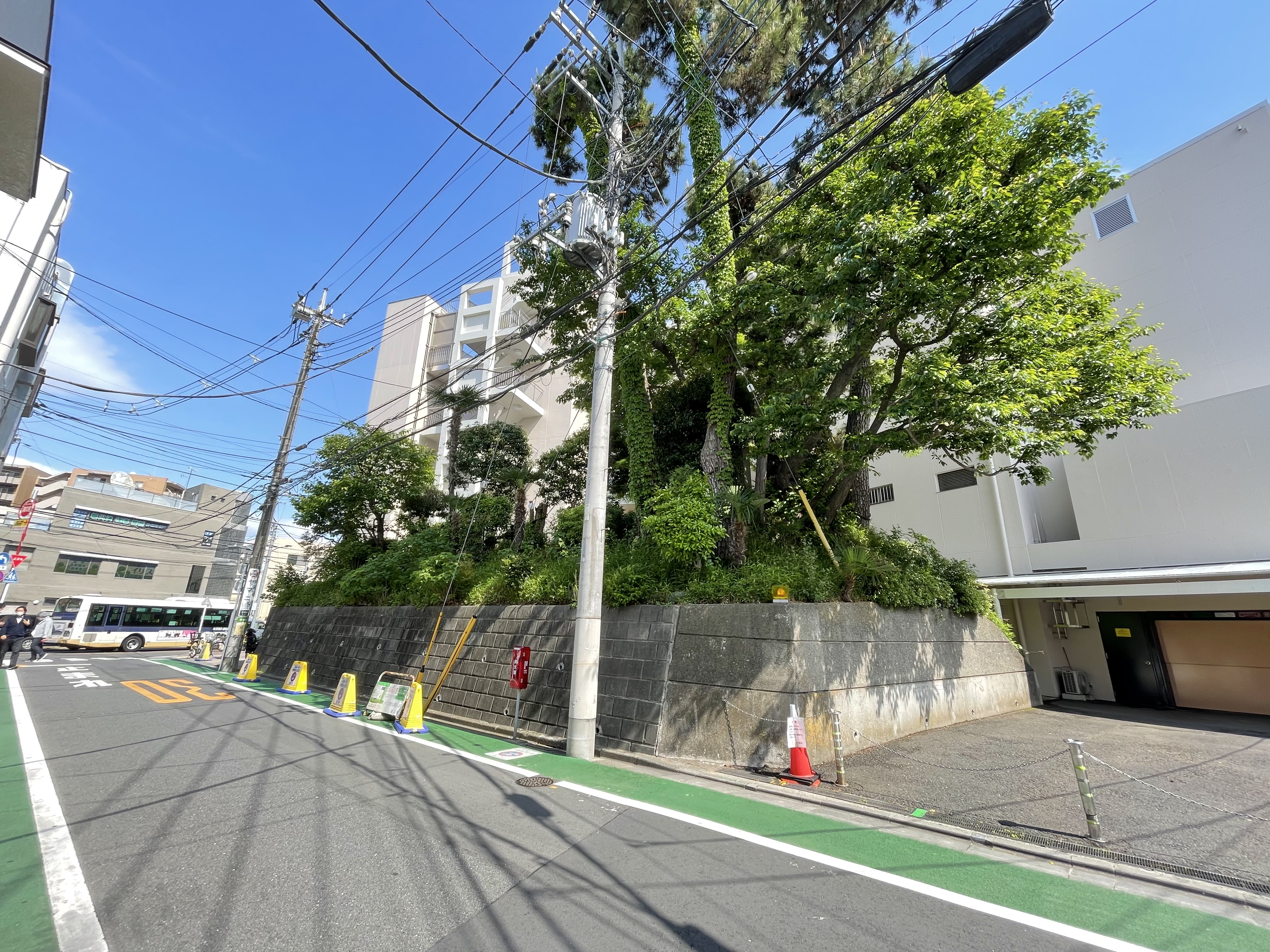
駄倉塚古墳
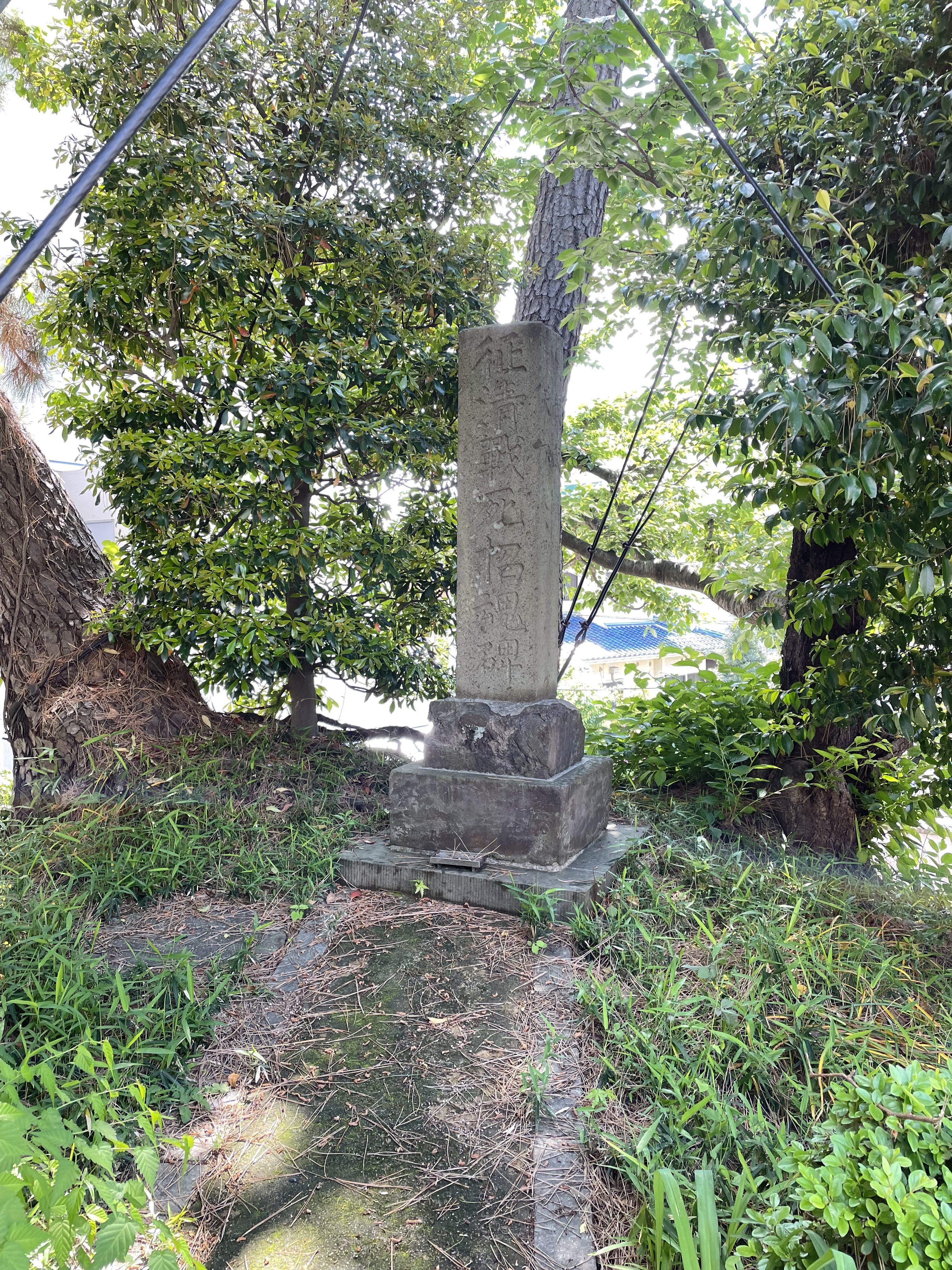
駄倉塚古墳の墳丘にある征清戦死招魂碑
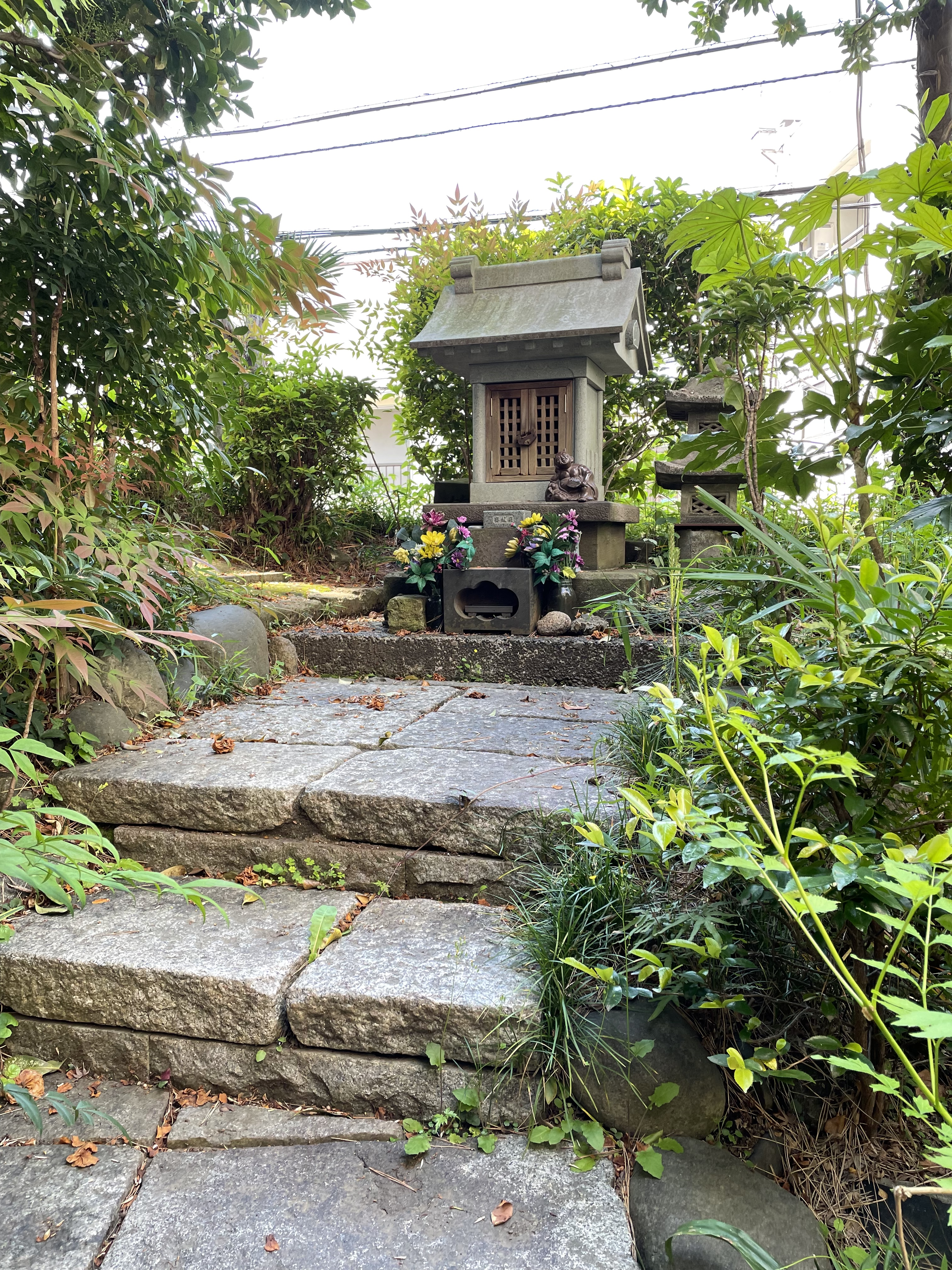
駄倉塚古墳にある祠
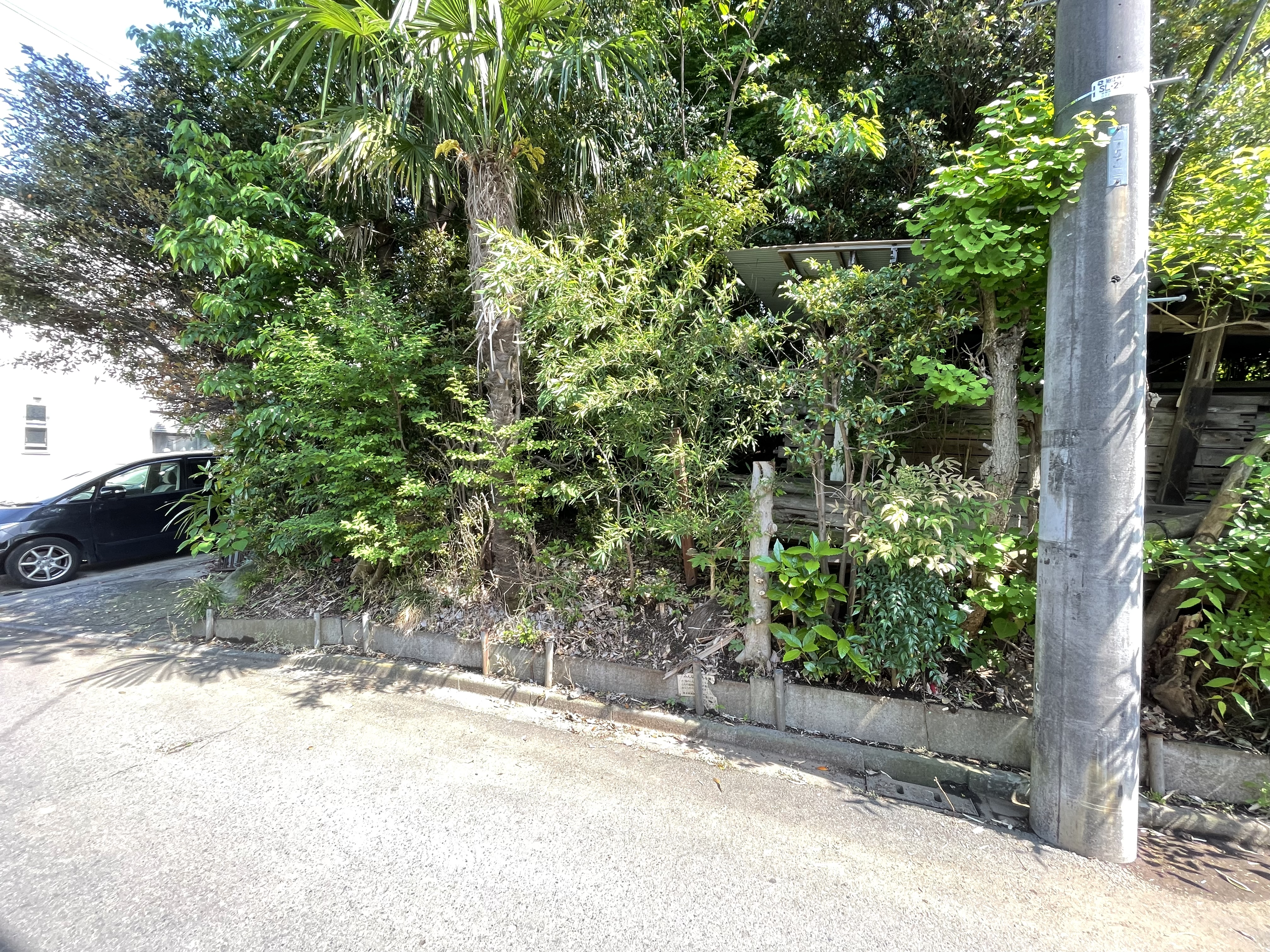
清水塚1号墳
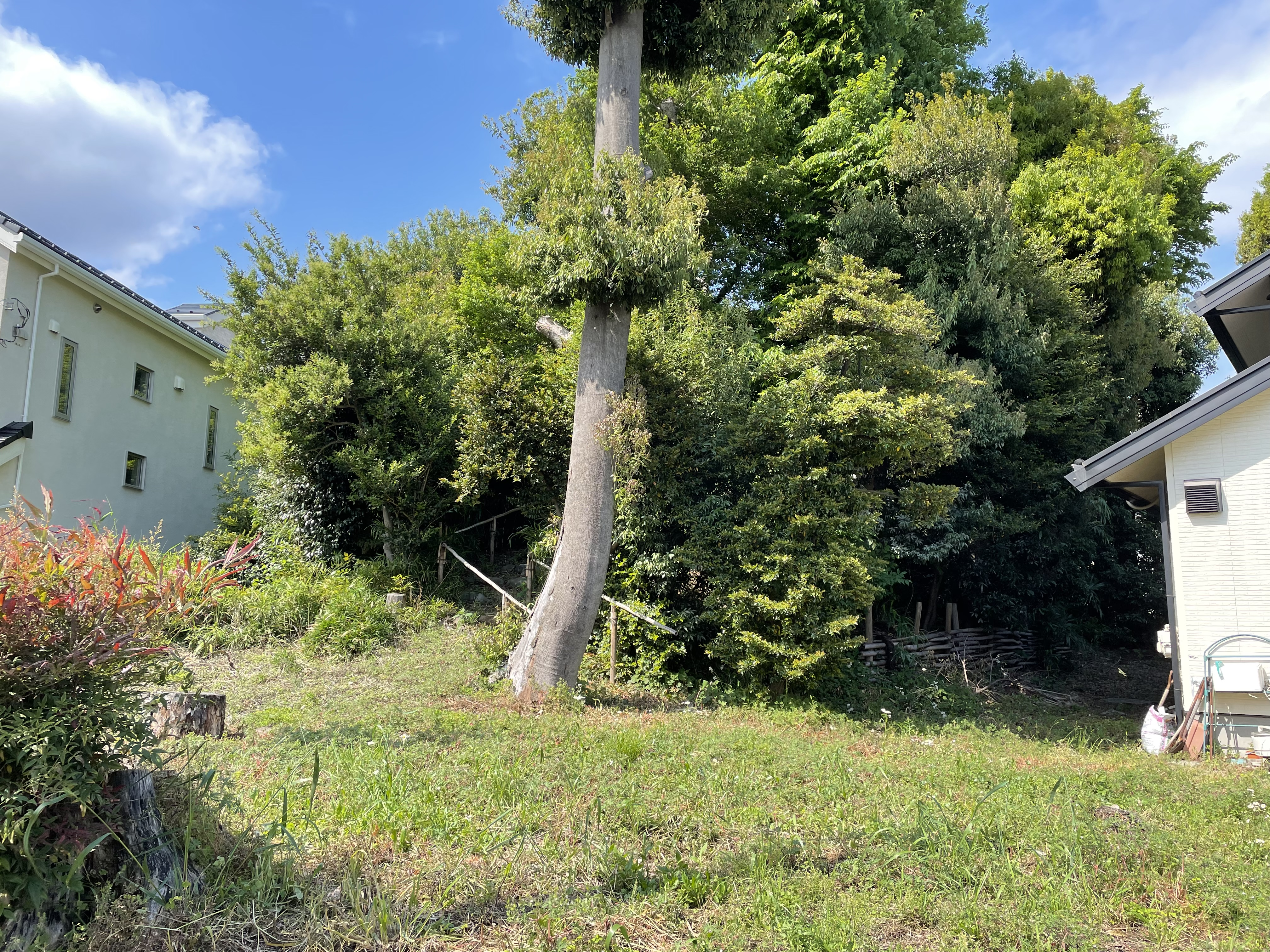
松原東稲荷塚古墳
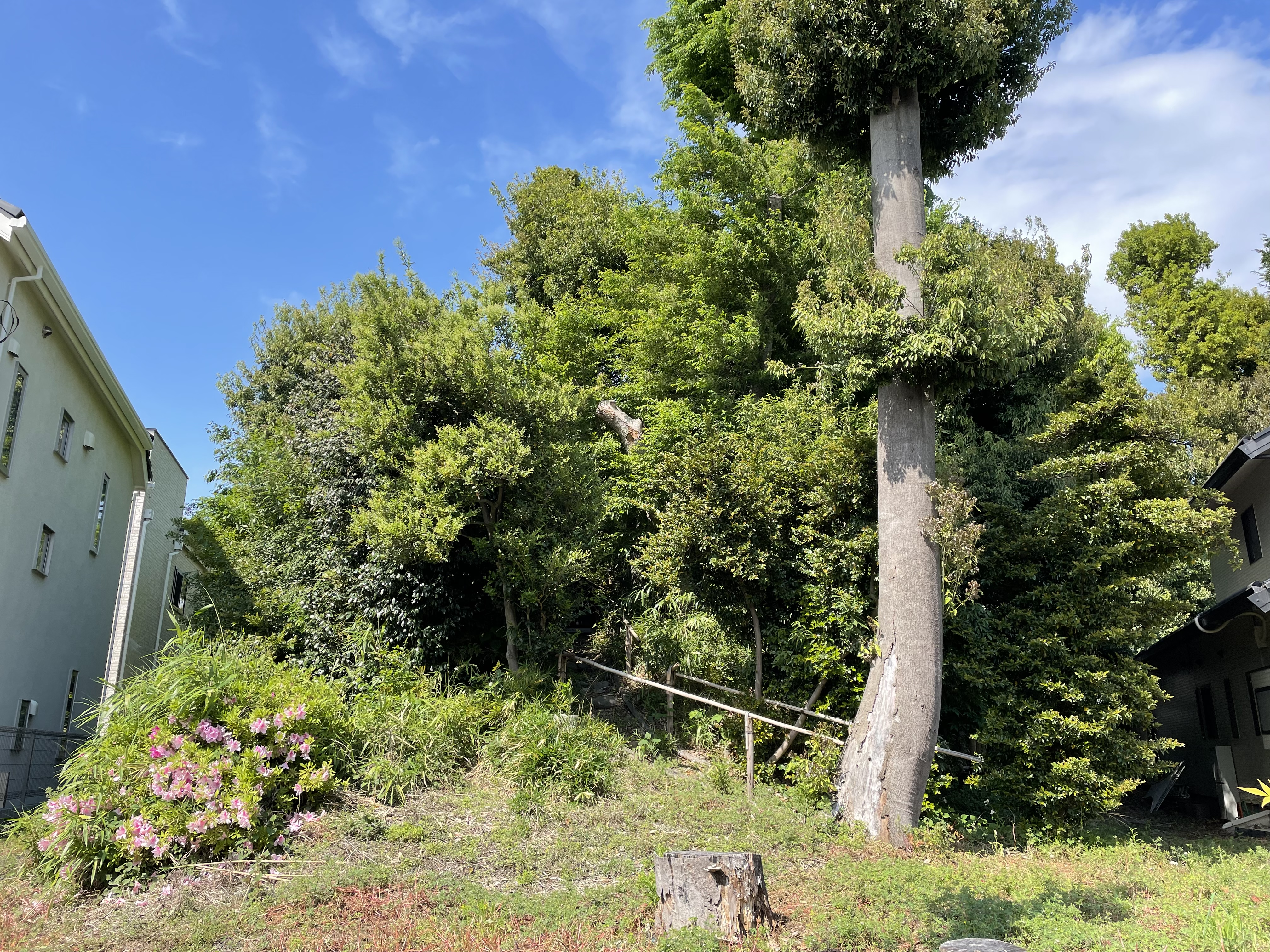
松原東稲荷塚古墳
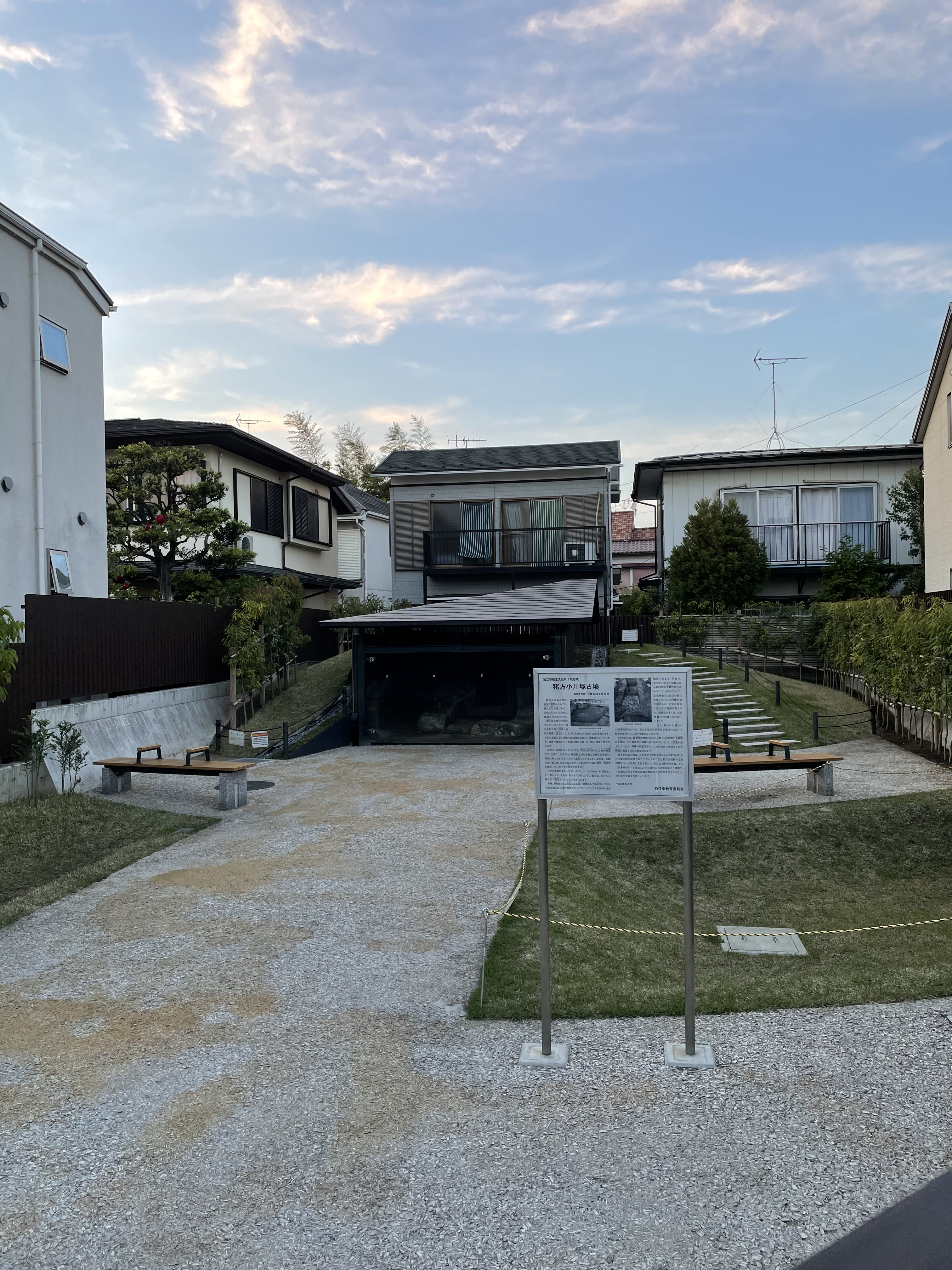
猪方小川塚古墳公園
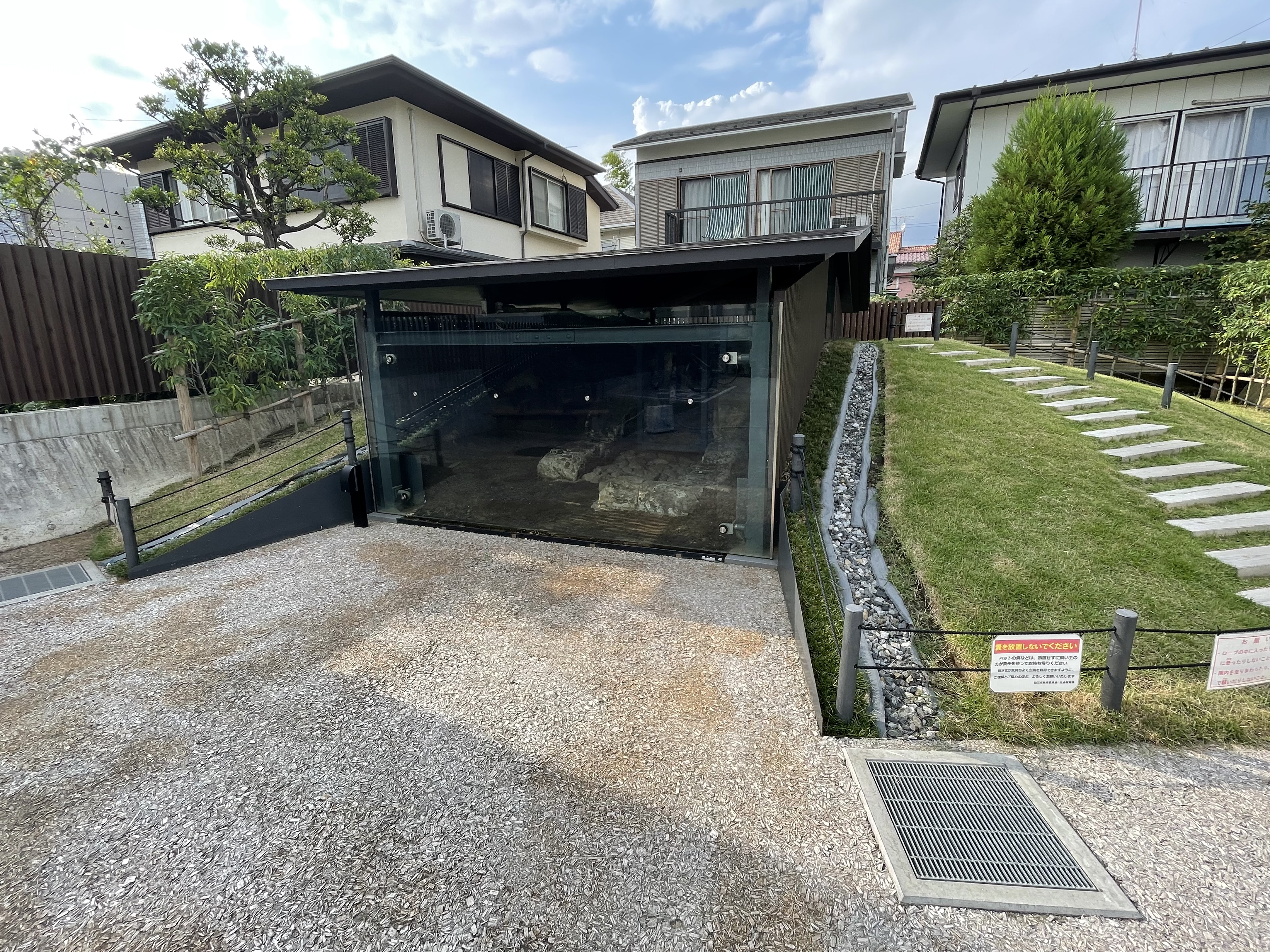
猪方小川塚古墳公園
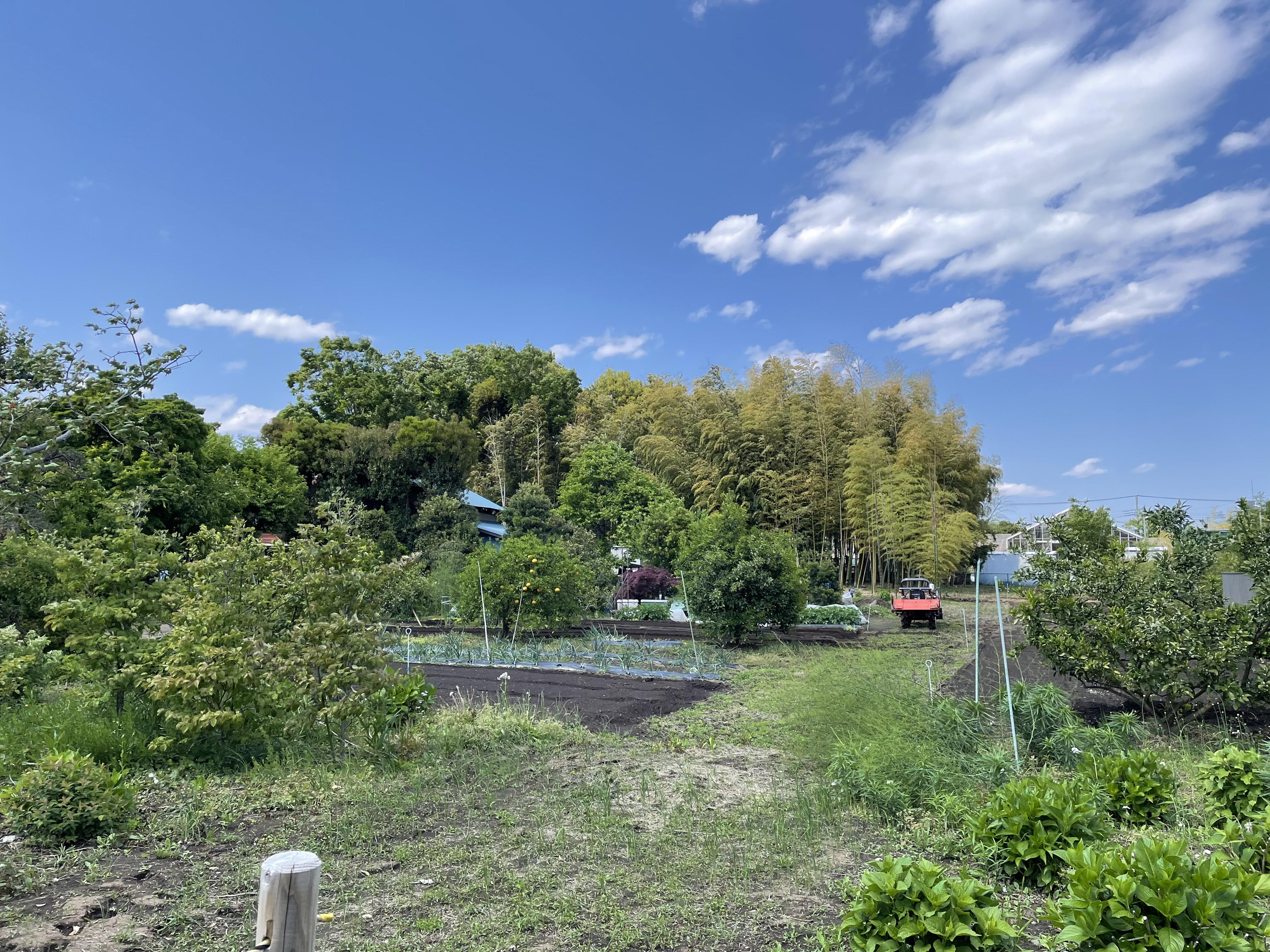
白井塚古墳
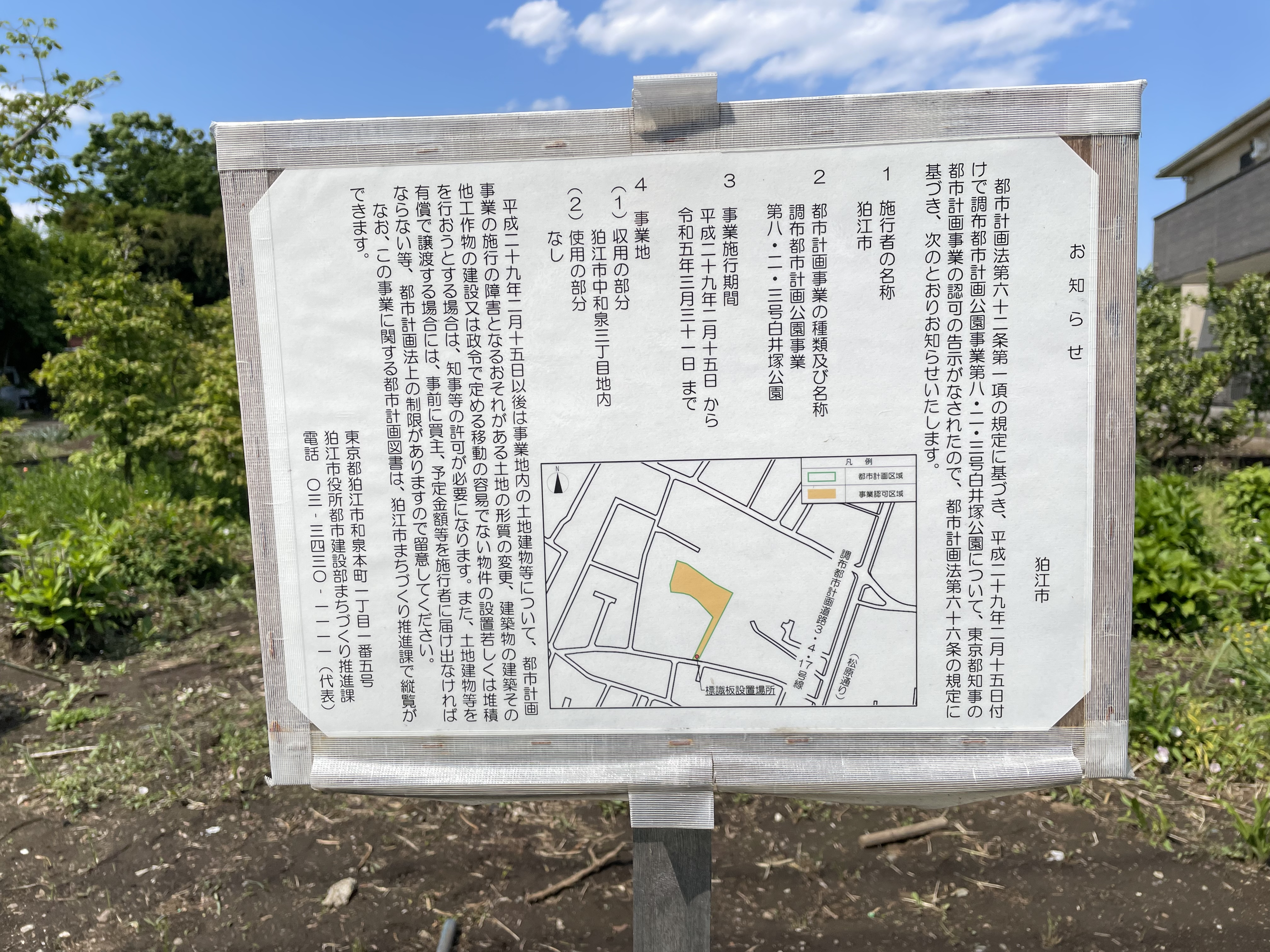
白井塚古墳では都市計画の看板が立っている
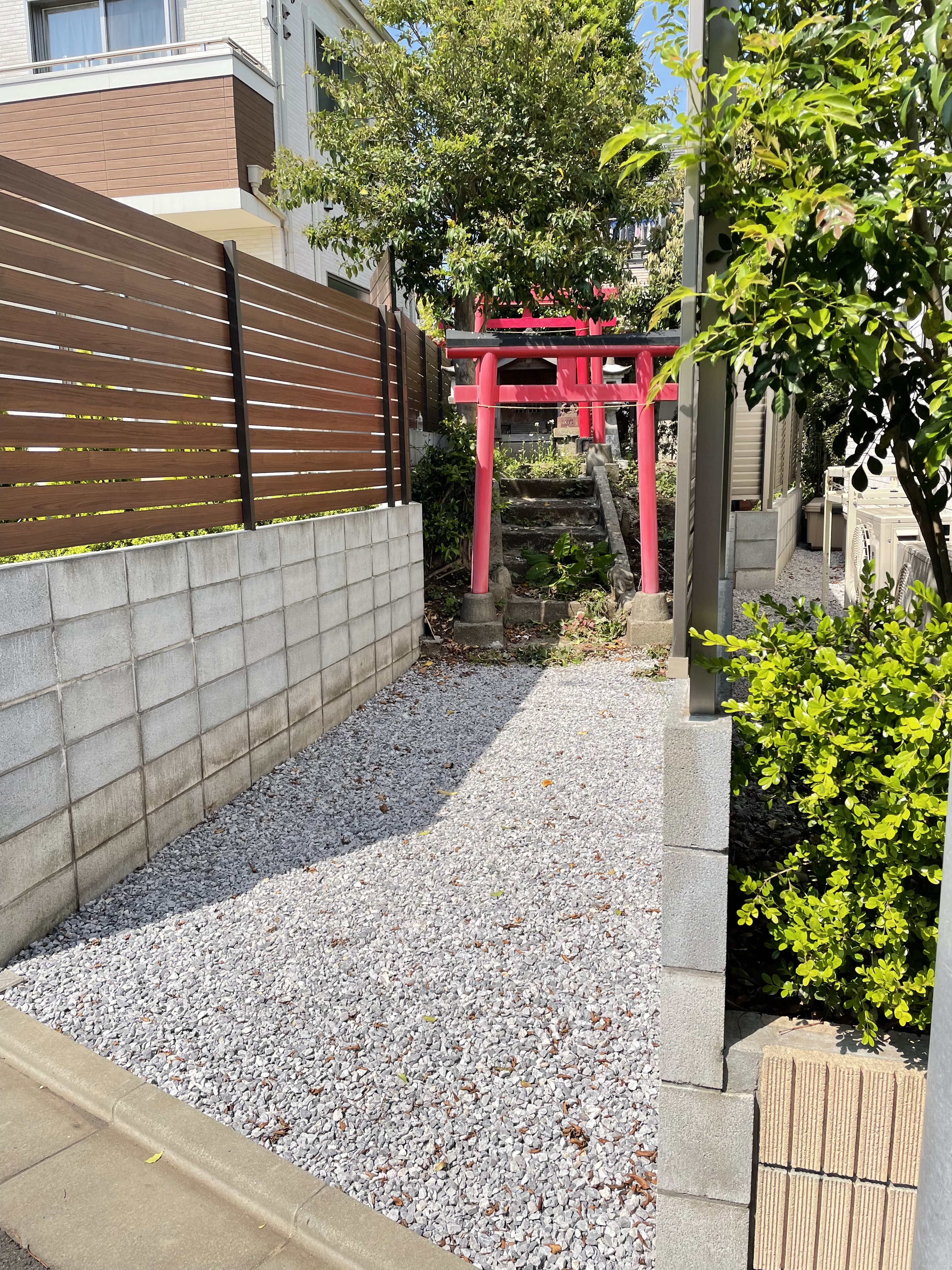
飯田塚古墳
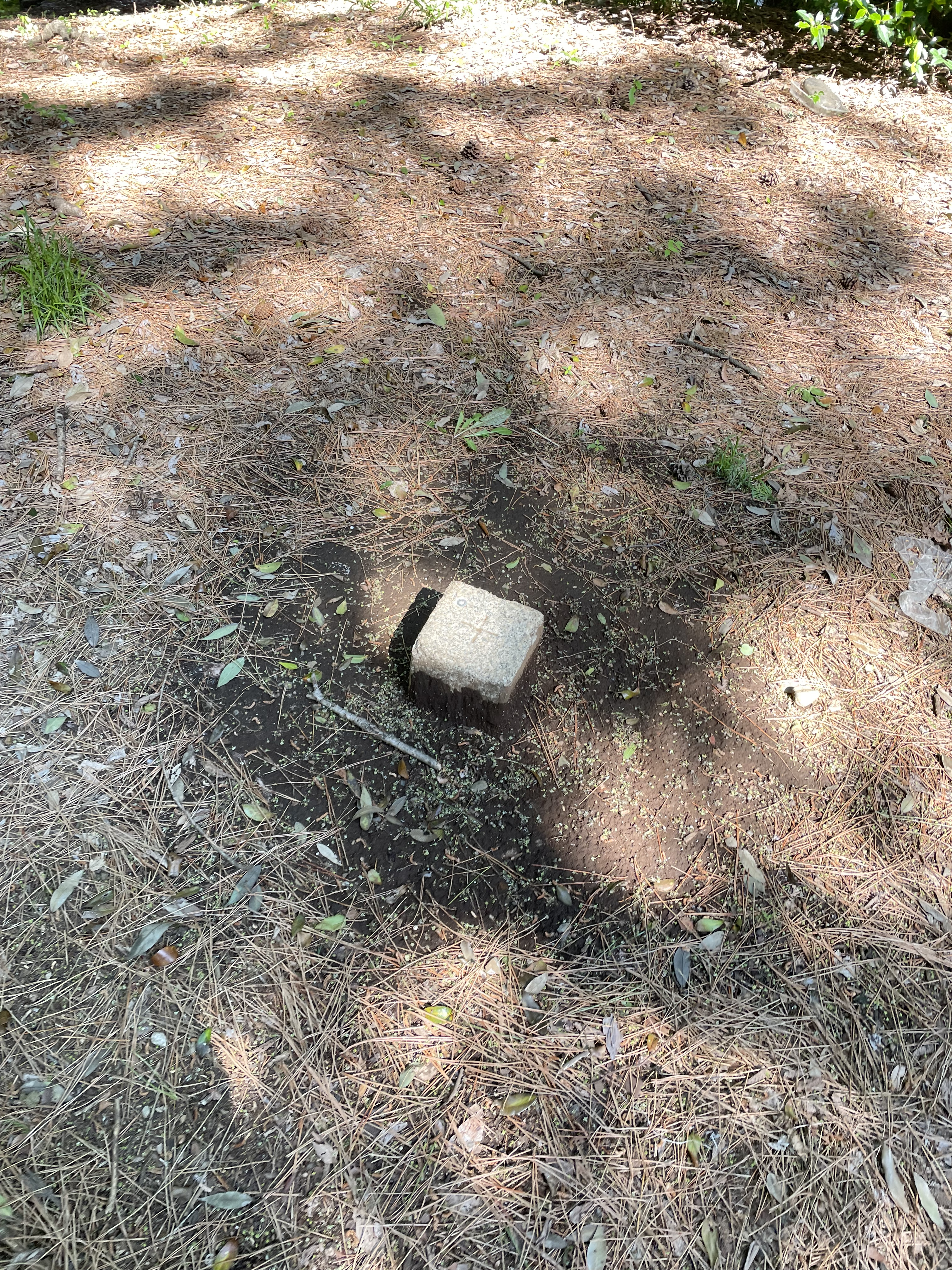
兜塚古墳の三角点
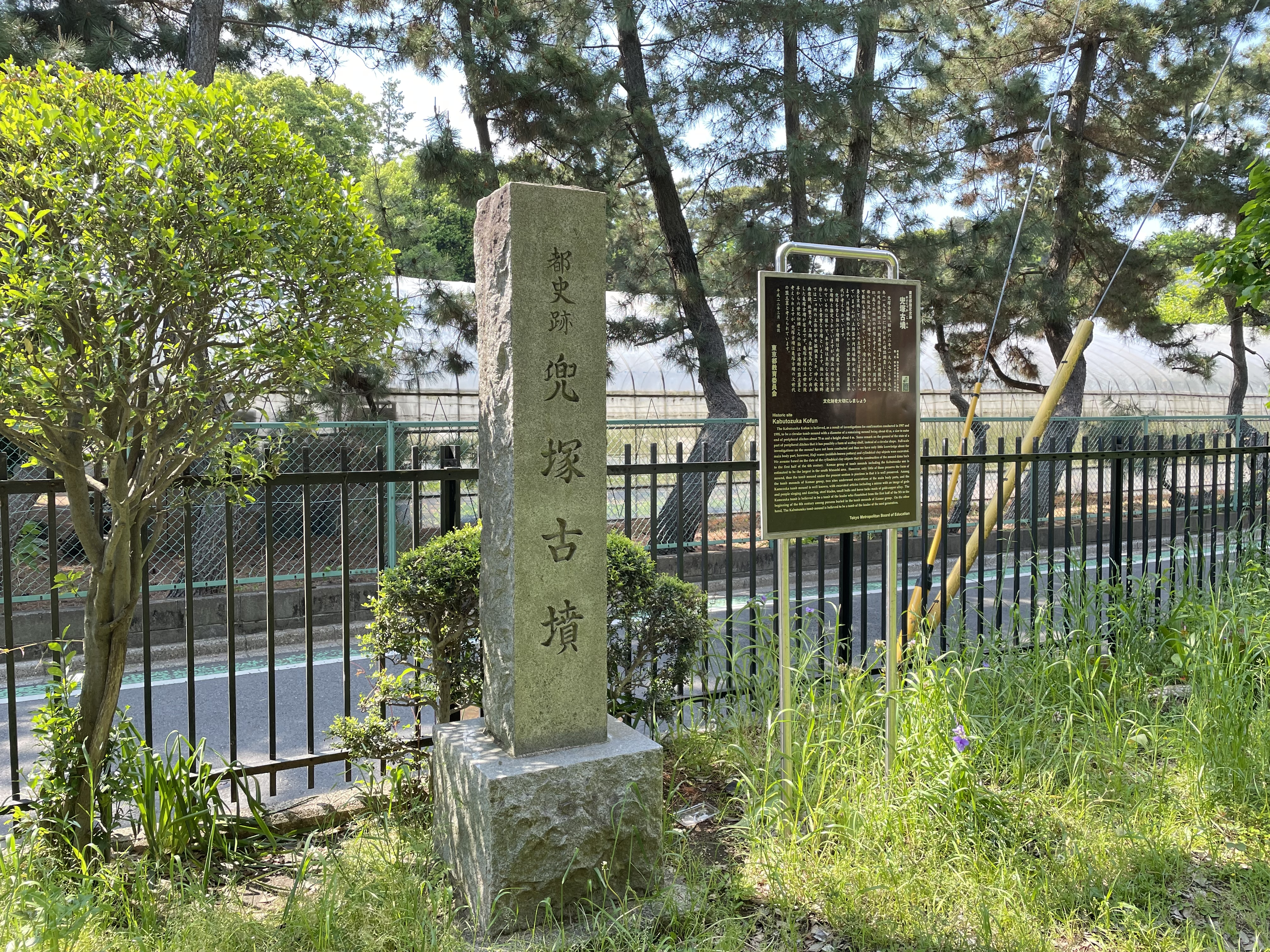
兜塚古墳と書かれた碑
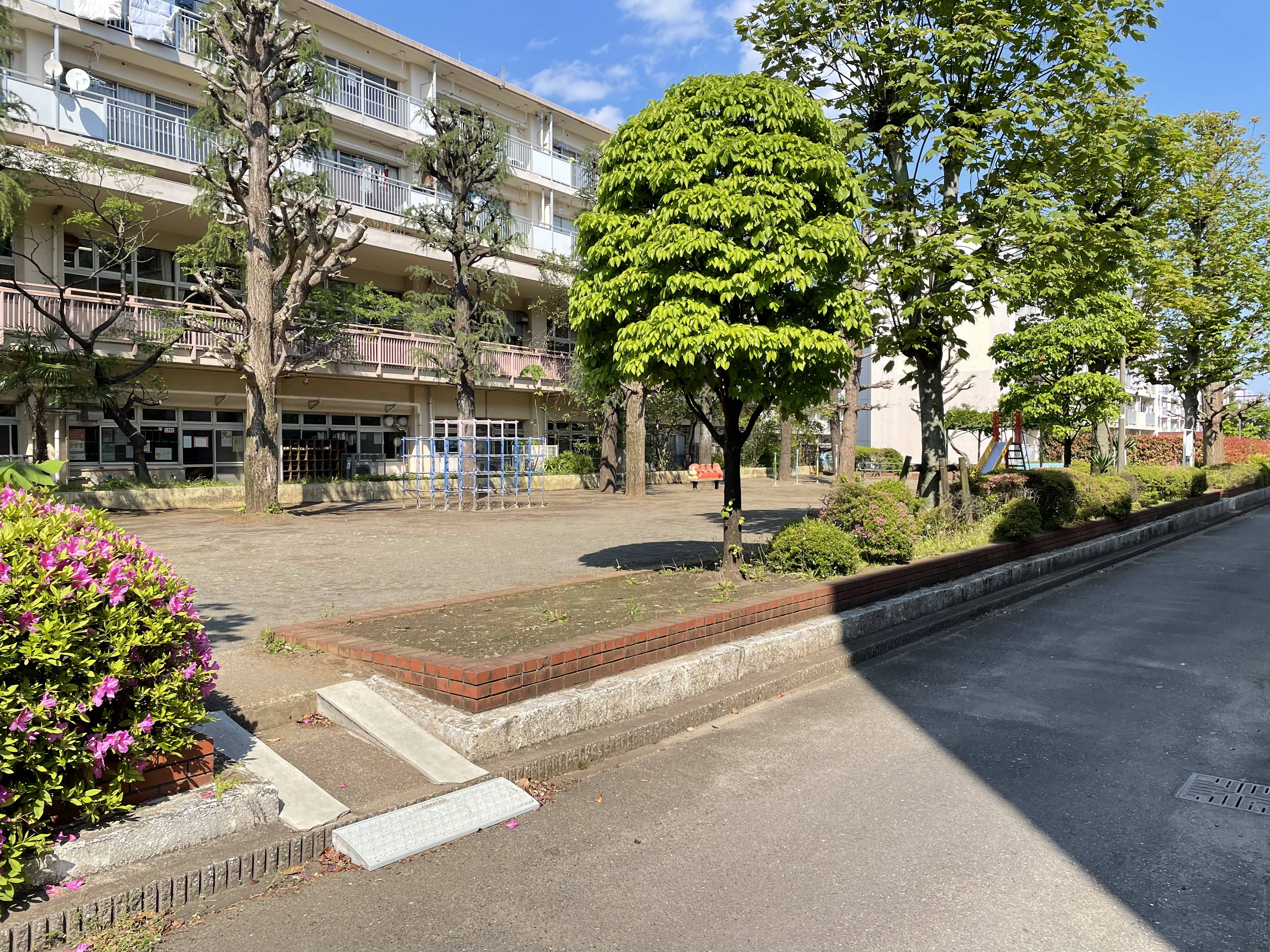
かつて富士塚があったとされる場所にある藤塚第一児童公園

## アクセス
各古墳公園とも車での来園を禁じているので注意が必要である。古墳は狛江市内の各地に点在するので、小田急小田原線の狛江駅もしくは和泉多摩川駅を利用し、各古墳まで歩いて向かうのが無難だろう。猪方小川塚公園、亀塚古墳公園は公園内に自転車の駐輪スペースが設置されており、自転車での来園も可能である。周辺には自転車シェアリングもあるので自転車を借りることもできる。
狛江市は公式ウェブサイト上に、古墳をめぐることのできるルートを多く掲載している。